# Vitale Michiel II.

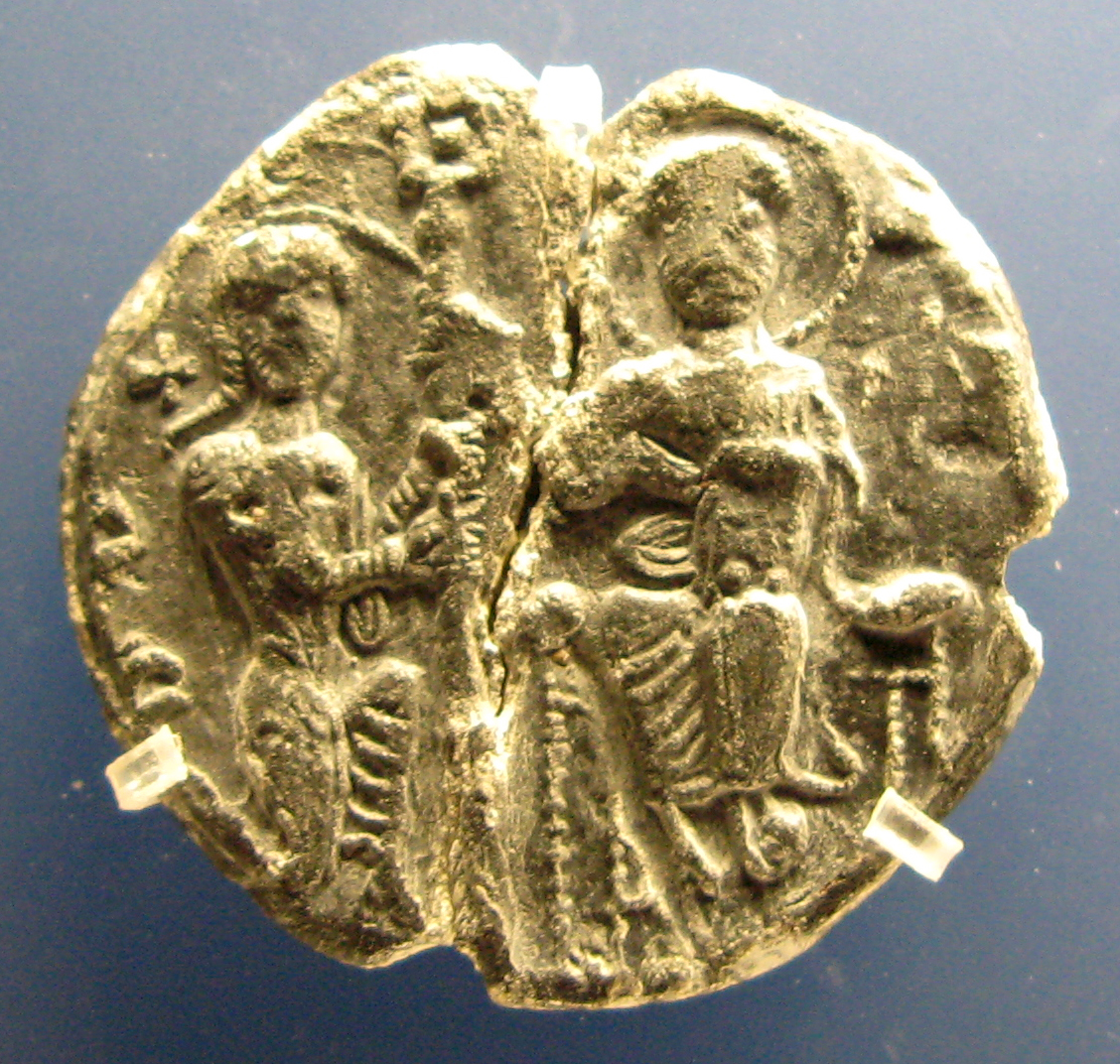
Bleisiegel des Dogen, heute im Numismatischen Museum Athen. Gian Giacomo Caroldo glaubt im frühen 16. Jahrhundert, dass eine mit Blei besiegelte Urkunde, die noch zu seiner Zeit aufbewahrt wurde, beweise, dass sich diejenigen täuschen, die glauben, erst Papst Alexander habe den Venezianern den Gebrauch von Bleisiegeln gestattet (s. u.).

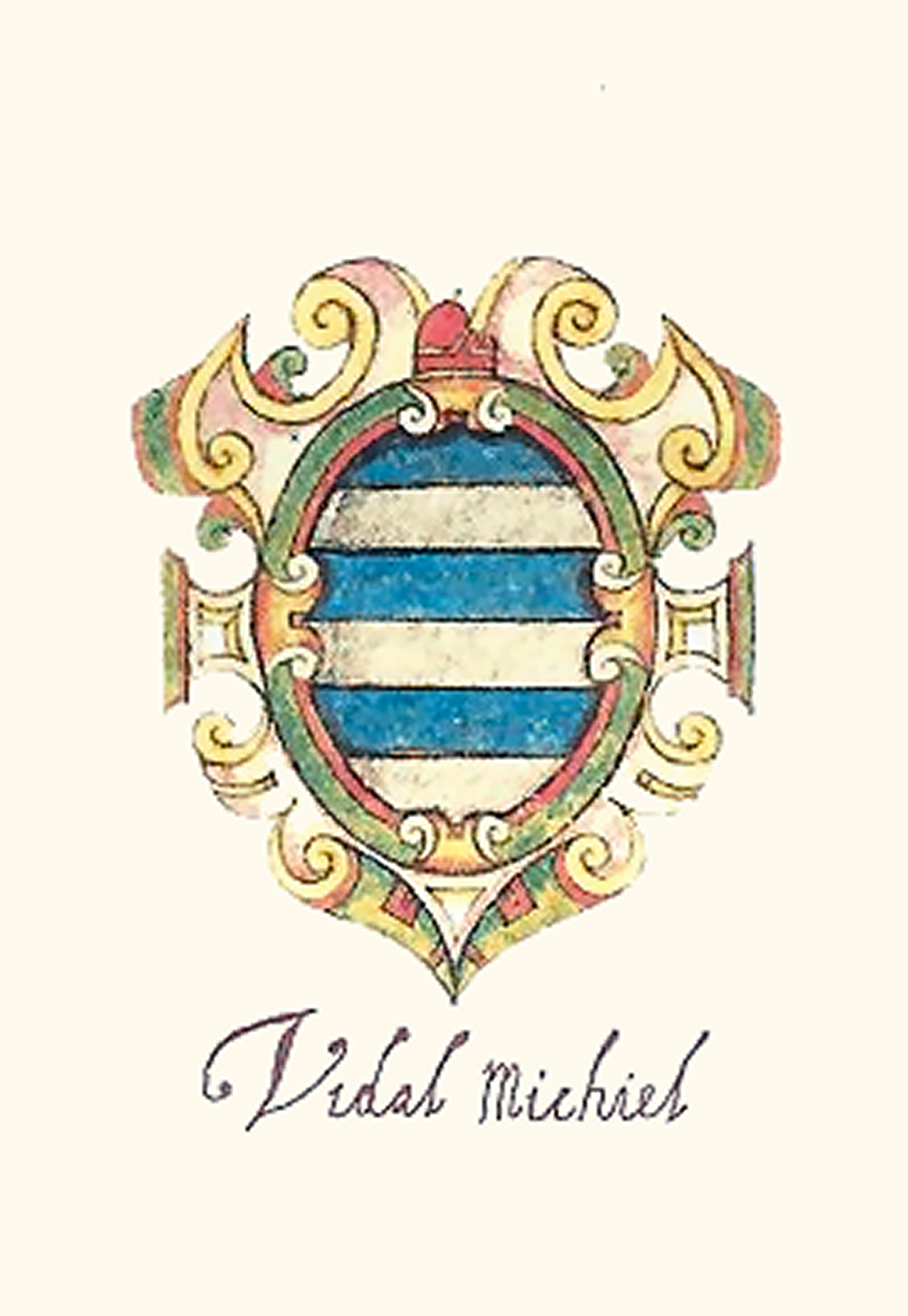
Wappen des „Vidal Michiel“ nach Vorstellungen des frühen 17. Jahrhunderts

Vitale Michiel II. (* Anfang des 12. Jahrhunderts in Venedig (?); † 28. Mai 1172 daselbst) regierte von 1156 bis zu seiner Ermordung Venedig. Nach der Tradition, wie die staatlich gesteuerte Geschichtsschreibung Venedigs genannt wird, war er der 38. Doge. Er ist zugleich der letzte Doge, der von der Volksversammlung gewählt wurde.
Der byzantinische Kaiser Manuel I. Komnenos versuchte die seit 1082 bestehende ökonomische Beherrschung durch Venedig zu brechen, indem er der Republik Genua weit reichende Privilegien einräumte. Zugleich bekämpfte er Venedigs Vorherrschaft in der Adria, insbesondere in Dalmatien, wo auch Ungarn eine wesentliche Rolle spielte, und Ancona. In Italien unterstützte der Doge Papst Alexander III. und die Lega lombarda im Kampf gegen Friedrich Barbarossa, der wiederum von Genua und anderen ghibellinischen Städten unterstützt wurde.
Als Venedig 1167 erstmals in seiner Geschichte das Ersuchen eines byzantinischen Kaisers um Flottenhilfe ablehnte, kam es zum ersten Bruch. 1168 griff eine venezianische Flotte Ancona an. Zum endgültigen Bruch kam es am 12. März 1171 durch die Verhaftung aller Venezianer im Kaiserreich. Der Doge, der daraufhin eine große Kriegsflotte gegen Byzanz führte, die in der Ägäis erhebliche Erfolge erzielte, ließ sich zu lange in Verhandlungen hinhalten. So musste die Flotte auf Chios überwintern. Durch eine Epidemie geschwächt musste die Flotte schließlich ergebnislos heimkehren. In Venedig starben ebenfalls zahlreiche Menschen an der mitgebrachten Krankheit; die Zahl der Toten wurde auf 10.000 geschätzt. Vitale Michiel wurde schließlich am 28. Mai 1172 unweit des Dogenpalasts ermordet.

## Herkunft, Familie
Die Familie Michiel gehörte zu den so genannten zwölf apostolischen case vecchie. Aus ihr sind zwölf Prokuratoren hervorgegangen.
Vitale Michiel II. war der dritte Doge aus der Familie nach den beiden Dogen Vitale Michiel I. (1096–1102) und Domenico Michiel (1118–1130). Taddea Michiel wurde im 15. Jahrhundert die Frau von Giovanni Mocenigo.
Vielfach wurde angenommen, Vitale sei ein Sohn des besagten Dogen Domenico, der 1129/30 zurücktrat, doch finden sich in den Quellen keinerlei Belege dafür. Die Nachkommen Vitale Michiels II. lebten in der Gemeinde San Giuliano, so dass eine Verwandtschaft mit dem dortigen Zweig der großen Familie näher liegt, zu der der iudex Andrea, genannt „maior“ zählte, der um 1125 starb. Aufgrund dessen lässt sich also nicht mit Sicherheit feststellen, welchem Zweig (ramo) der Michielfamilie Vitale angehörte. Auch lassen sich die wenigen Anhaltspunkte nicht mit hinreichender Wahrscheinlichkeit auf den Dogen beziehen. So ist unklar, wer jener Vitale war, der 1147 den Handelsvertrag mit Konstantinopel unterzeichnete.
Ab 1157 sind Anleihen belegt, die Vitale Michiel privat gegen Garantien in Form von Grund oder von Salinen vergab, in denen Meersalz gewonnen wurde. Dies geschah insbesondere im Raum Chioggia am Südrand der Lagune von Venedig. In einigen Fällen wurden diese Anleihen nicht zurückgezahlt, so dass die Garantien an den Leiher fielen. Dies ließ seinen Besitz im Süden der Lagune anwachsen, ebenso wie gewöhnliche Käufe. Dieser Besitz ging nach dem Tod des Dogen an seine männlichen Erben.
Vitale Michiel war mit einer Maria verheiratet, deren familiäre Herkunft nicht bekannt ist. Das Paar hatte zwei Töchter, nämlich Agnese, die Giovanni Dandolo heiratete, und Richelda, die in ein Grafenhaus in Padua einheiratete, und daher in den Quellen als „Contessa“ erscheint. Seit 1159 sind auch die beiden Söhne belegt, nämlich Lunardo und Nicolò, die der Doge lange Zeit in materieller Abhängigkeit hielt, aber auch in rechtlicher. Dieser Zustand hielt bis Februar 1171 an, als er die Söhne aus der Abhängigkeit entließ und ihnen einen Teil des immobilen Vermögens übertrug.
Lunardo hatte 1165 eine Auseinandersetzung mit dem Conte von Zara, mit Domenico Morosini, der die Hälfte der Grafschaft Ossero beanspruchte, die ihm von seinem gleichnamigen Vater zugeeignet worden war. Lunardo seinerseits gewann die Grafschaft durch lebenslange Investitur durch Michiel. Dieser gab unter Zustimmung durch einen iudex dem Sohn insofern Recht, als er, im Gegensatz zu seinem Kontrahenten, nachweislich eine bedeutende Summe für die Investitur entrichtet hatte. So blieb bis zum Tod Lunardos die Kontrolle über die Inseln Cherso und Lussino in seiner Hand. Nach dem Willen des Dogen heiratete er eine Prinzessin, Tochter des serbischen Gespan Desa.
1174 lösten die beiden Brüder die gemeinsame Handelsgesellschaft auf und verkauften mobile und immobile Werte, die sie bis dahin gemeinsam gehalten hatten. Lunardo erscheint 1175 in einer Gesandtschaft des Dogen Sebastiano Ziani, die in Konstantinopel Unterhandlungen führte. Ebenso erscheint er als Zeuge in einem Privileg Friedrich Barbarossas für das Kloster San Giorgio Maggiore aus dem Jahr 1177. Lunardo machte 1184 sein Testament, wobei die Äbtissin von San Zaccaria zur Amtswalterin eingesetzt wurde. Dem Kloster vermachte er einen großen Teil seines Besitzes. Er starb noch im Dezember desselben Jahres. Sein Bruder Nicolò überlebte ihn ungefähr um ein Jahrzehnt.

## Dogenamt

### Letzte Wahl eines Dogen durch die Volksversammlung

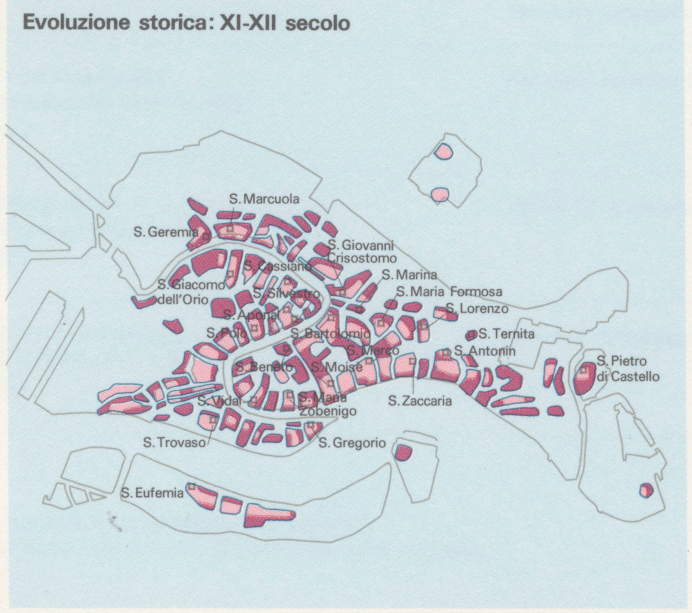
Karte der Inseln Venedigs im 11./12. Jahrhundert

Vitale Michiel folgte als Doge seinem Vorgänger Domenico Morosini, der im Februar 1155 verstorben war. Er ist der letzte Doge, der von der Volksversammlung, dem arengo, gewählt worden ist. Mit der Wahl seines Nachfolgers wurde der Doge zunächst durch den Kleinen Rat bestimmt.

### Handelsprivilegien für die Konkurrentin Genua in Byzanz (1155), Bündnis mit Pisa
Noch im Wahljahr räumte der byzantinische Kaiser Manuel I. Komnenos der Handelsrivalin Venedigs, der Republik Genua, weit reichende Privilegien ein, um so ein Gegengewicht gegen die wirtschaftlich übermäßig dominierenden Venezianer zu schaffen. Daraufhin ging Venedig zum ersten Mal ein Bündnis mit Pisa ein, um die gemeinsame Rivalin zu bekämpfen. Dieses Bündnis blieb jedoch ohne greifbare Folgen. Dauerhaft hingegen etablierte sich der Usus, auf den Silbermünzen, den Denaren, nie wieder den Namen des Kaisers anzugeben, sondern nur noch den des Dogen.

### Dalmatien und Zara, Rolle des Patriarchen von Grado, Eroberung Zaras (1159)
Doch zunächst musste sich der neue Doge um Problemfelder kümmern, die sein Vorgänger nicht gelöst hatte. Das galt insbesondere für Dalmatien, wo seit den 1130er Jahren Venedig den Norden kontrollierte, Ungarn den mittleren Küstenabschnitt und Ragusa den Süden. Letzteres unterstand theoretisch noch Konstantinopel. Dazu gesellte sich der Konflikt zwischen den Bischofssitzen Zara und Spalato, deren Metropoliten den Ehrgeiz hatten, ganz Dalmatien unter ihre Obödienz zu bringen. Brisant wurde diese Konstellation dadurch, dass hinter ihnen als weltliche Herren der Doge und der König von Ungarn standen. Schon Papst Anastasius IV. hatte 1154 Zara in den Rang eines Erzbistums erhoben, jedoch die Bistümer Arbe und Ossero dem Patriarchen von Grado unterstellt. Sein Nachfolger Hadrian IV. unterstellte nun das Erzbistum Zara der Jurisdiktion des Patriarchen von Grado. Der dortige Patriarch Enrico Dandolo wurde zugleich zum Metropoliten von ganz Dalmatien, womit er den Erzbischof konsekrieren durfte, wenn auch die Übergabe des Palliums beim Papst verblieb. Enrico Dandolo unterstand damit das kirchliche Gebiet bis an die Grenzen Ragusas. Der König von Ungarn akzeptierte die neuen Verhältnisse keineswegs, sondern löste einen Aufstand in Zara aus. Seine Anhänger vertrieben den venezianischen Statthalter Domenico Morosini, der dort mit dem Titel eines Conte geherrscht hatte. Unklar ist, wie die Gegenmaßnahmen aussahen, doch der Doge reagierte noch im Jahr 1156. Dabei erlitten die venezianischen Kräfte offenbar eine Niederlage. Eine Initiative in Rom hatte zur Folge, dass Papst Hadrian IV. direkt an den Dogen schrieb, und die Suprematie des Patriarchats über das Erzbistum Zara bestätigte. Doch blieb dies ein bloßer Anspruch, der sich so nicht durchsetzen ließ. Vitale Michiel plante eine Expedition gegen Zara, wobei er von den Venezianern, die sich im Byzantinischen Reich aufhielten, verlangte, bis Ostern 1159 in Venedig zu erscheinen, also bis zum 12. April. Diejenigen aber, die sich in den Kreuzfahrerstaaten aufhielten, sollten bis September zurückkehren. Diejenigen schließlich, die wegen ihrer Geschäfte nicht rechtzeitig zurückkehren konnten, wurden zu einer Geldstrafe verurteilt. Unter ihnen war der gefeierte Händler Romano Mairano. Im Herbst erschien die Flotte vor Zara, die Stadt wurde erobert, die ungarische Garnison musste abziehen. Die Einwohner hatten den Treueid gegen Venedig zu erneuern, die Stadtregierung ging wieder an einen Venezianer, nämlich Domenico Morosini. Wohl in dieser Zeit oder wenig später setzte der Doge seinen Sohn Leonardo zum Conte von Cherso und Lussino ein, seinen Sohn Nicolò von Arbe. Damit übernahm Venedig die direkte Kontrolle über die Küstenstädte, wobei 1163 die Grafschaft Veglia an die Söhne des verstorbenen Conte Doimo ging, nämlich an Bartolomeo und Guido, die bereits Vasallen Venedigs waren.

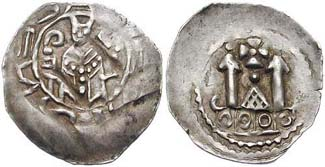
Denar (Friesacher), 2,1 g schwer, aus Aquileia, geprägt unter Patriarch Ulrich von Treffen; Ulrich stehend mit Evangelium und Hirtenstab, Kirchenschiff mit Kreuz bekrönt

### Kampf gegen Friedrich I., zeitweiliger Verlust Grados
In Italien unterstützte der Doge den 1159 gewählten neuen Papst Alexander III. im Kampf gegen Friedrich Barbarossa. Dies isolierte Venedigs Handel vom Reich und erzwang eine stärkere Hinwendung nach Osten. Umgekehrt führte die neue Feindschaft des römisch-deutschen Kaisers zu Plänen, die Lagunenstadt zu unterwerfen. Anfang 1162 erzwangen die vereinigten Truppen von Padua, Verona und Ferrara die Aufgabe von Cavarzere, doch schlug eine Flotte, die den Po aufwärts fuhr, die Angreifer in die Flucht. Das Kastell wurde zurückerobert, danach die Städte Adria und Ariano geplündert. Wahrscheinlich im selben Jahr belagerte der Patriarch von Aquileia, Ulrich von Treffen, die Inselstadt Grado. Der Doge ließ sofort alle verfügbaren Schiffe nordwärts fahren, die Truppen des Patriarchen wurden in die Flucht geschlagen, der Patriarch selbst und einige seiner Gefolgsleute gerieten in venezianische Gefangenschaft. Auf dem Rückweg schlug die Flotte noch einen Angriff der Trevisaner auf Caorle zurück. Gegen jährlichen Tribut wurde der Patriarch aus der Gefangenschaft entlassen. Nachdem die militärischen Angriffe seiner Verbündeten gescheitert waren, verband sich Barbarossa mit Pisa und Genua, wobei Genua den venezianischen Handel so lange belästigen sollte, bis diese Stadt die Freundschaft des Kaisers zurückgewonnen hätte. Der Doge antwortete, indem er eine diplomatische Initiative startete, um einige Städte aus dem Reichsverband zu lösen.

### Städtebund in Oberitalien (ab 1164)

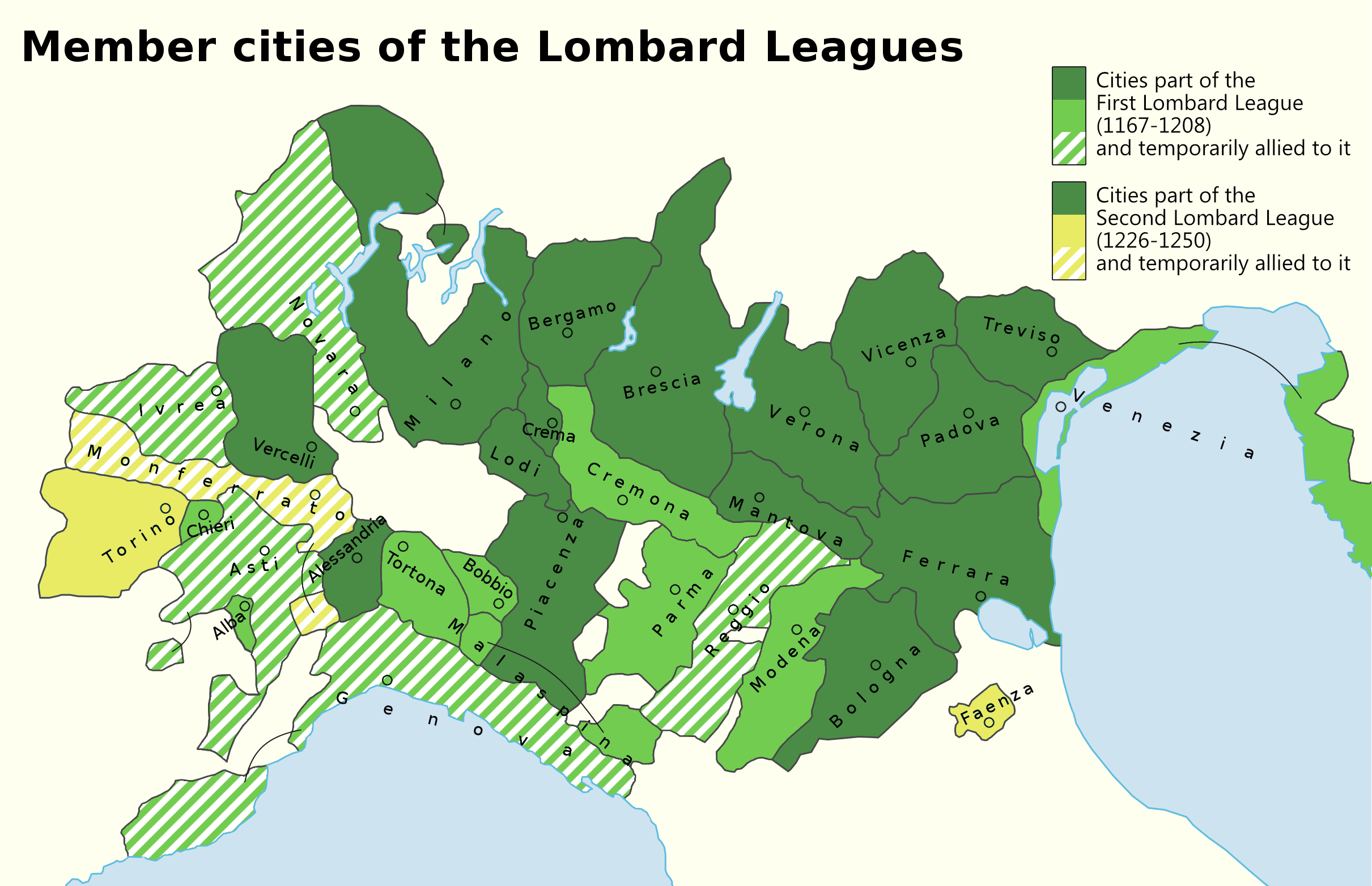
Mitglieder der Lega lombarda

1164 entstand auf Initiative Venedigs die Lega veronese, die Liga von Verona, zu der sich Verona, Padua und Vicenza zusammenschlossen, dann auch Treviso und kleinere Städte im Umland Venedigs. Venedig stellte sich auf die Seite der Liga und sicherte sie finanziell ab. Dazu musste der Doge im Juni 1164 die Einnahmen aus dem Rialto-Markt gegen eine freiwillige Anleihe in Höhe von 1150 Mark Silber verpfänden. 1167 entstand aus den großen lombardischen Kommunen und der Lega veronese die Lega lombarda. Für Venedig war damit schon der kritische Moment überwunden, denn bis 1177 wurde es nicht weiter in die Kämpfe zwischen dem Kaiserreich, den Kommunen und dem Papsttum verstrickt. Papst Alexander III. bedankte sich 1165 explizit beim Dogen für seine Unterstützung. Der Papst erkannte der Opera di S. Marco die Einnahmen aus den Kirchengemeinden des Heiligen zu, nämlich aus San Giovanni d’Acri und aus Tyros, die der Doge bereits im Jahr zuvor der Bauhütte übertragen hatte. 1167 räumte auch Bohemund III. von Antiochia den venezianischen Händlern Privilegien in seinem Machtbereich ein. Damit waren die Privilegien im Fürstentum Antiochia und im Königreich Jerusalem gesichert.

### Gewaltsamer Abbruch der Handelsbeziehungen durch Kaiser Manuel I. von Byzanz (1171)
Zu heftigen Auseinandersetzungen kam es jedoch mit Byzanz unter Kaiser Manuel I. Venedig hatte ihn nicht bei seinem Kampf gegen Ungarn unterstützt, dieser hingegen hatte Ancona beigestanden, der Hauptkonkurrentin Venedigs innerhalb der Adria. Die Gegensätze waren inzwischen so groß, dass Venedig Ende 1167 den byzantinischen Gesandten zum ersten Mal die Bitte um Flottenhilfe abschlug, für den Fall, dass es zu einem Krieg gegen die Normannen kommen würde. Diese Entscheidung hatte eine ebenso scharfe antibyzantinische Spitze, wie die Ehe Leonardos mit einer Tochter Desas, des Groß-Zupans von Rascien. Dieser war 1166 an den ungarischen Hof geflohen, um sich der Herrschaft Manuels zu entziehen. In die gleiche Richtung zielte die Ehe des zweiten Dogensohnes Nicolò, jenes Conte von Arbe, mit einer ungarischen Prinzessin, einer Tochter König Stephans III. Noch im selben Jahr 1168 führte Vitale Michiel eine Strafexpedition gegen das mit Manuel verbündete Ancona. Dennoch war die traditionelle Verbundenheit zwischen Venedig und Konstantinopel noch nicht ganz zerbrochen, denn der Doge konnte immer noch Privilegien an Klöster und Kirchen vergeben, die Güter und Rechte im Byzantinischen Reich hatten.

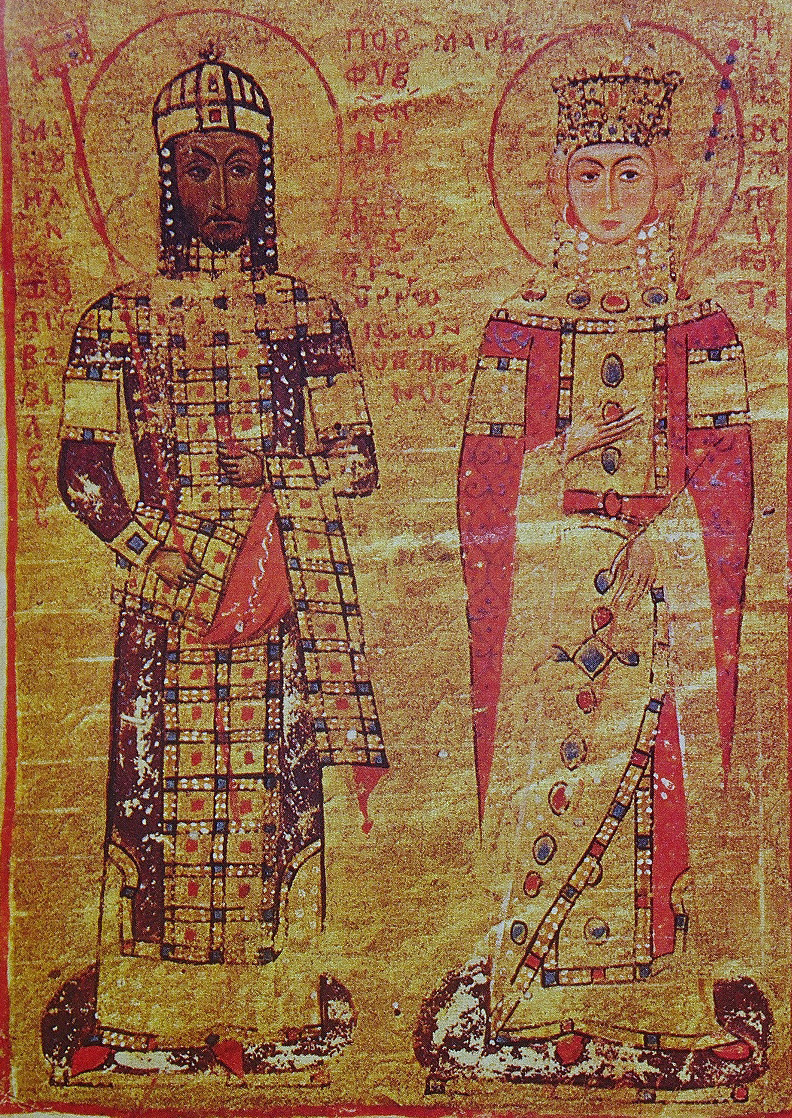
Kaiser Manuel neben seiner zweiten Frau Maria von Antiochia, die unter dem Krönungsnamen Xene den Titel einer Kaiserin trug. Die erste Frau war die um 1158 gestorbene Bertha von Sulzbach gewesen. Manuel wollte durch die Ehe mit Maria das Heilige Land näher an sich binden. Er sandte daher 1160 eine Gesandtschaft unter der Leitung seines Neffen, des Megas Dux Johannes Kontostephanos, der ein Sohn seiner Schwester Anna Komnene war, nach Jerusalem und bat den König, ihm Prinzessinnen aus den Kreuzfahrerstaaten zu benennen; Manuel entschied sich für Antiochia, das sein Lehen war.

Erst am 12. März 1171 kam es – dennoch völlig überraschend – zum Bruch, als Kaiser Manuel die Verhaftung aller Venezianer in seinem Reich befahl. Ihr Besitz wurde konfisziert. Nur wenige Venezianer entkamen, wie etwa diejenigen, denen es in Konstantinopel gelang, mit dem Schiff des Romano Mairano aufzubrechen, der Segel nach San Giovanni d’Acri setzen ließ. Die Gründe für diesen überraschenden, für viele kleine Händler ruinösen Akt, sind alles andere als klar. Folgt man den venezianischen Quellen, so handelte es sich um einen Racheakt des Kaisers für die Weigerung des Dogen von 1167, militärische Hilfe gegen die Normannen zu leisten, oder um bloße Gier, den Besitz der Tausenden von Venezianer an sich zu reißen. Die byzantinische Überlieferung hingegen betont die Arroganz der Venezianer gegenüber dem Kaiserreich, die enorme Zahl der Venezianer in der Hauptstadt, was zu gewaltigen sozialen Problemen führte, und schließlich deren Weigerung für einen Überfall auf das Quartier der Genuesen im Jahr 1170 angemessene Kompensationen zu leisten. Die Historia Ducum weiß, dass die noch zuvor ausgesprochene kaiserliche Einladung einen enormen Sog auf die Venezianer ausgeübt hatte: „Exierunt autem anno illo fere viginti milia Venetorum in Romaniam“. Dabei ist anzunehmen, dass die Zahl von 20.000 Venezianern eine Übertreibung darstellt. Doch muss sie so groß gewesen sein, dass ihre Inhaftierung Flottenbau und -ausrüstung enorm erschwert haben muss.

### Angriff auf Byzanz (ab September 1171), Epidemie und Rückkehr
Die Nachricht von der Katastrophe erreichte schnell Venedig, wo, trotz der Entscheidung, zunächst eine Verhandlungsdelegation abzuschicken, die Kriegsbefürworter dominierten. Im September 1171 fuhr schließlich eine Flotte von 100 Galeeren unter dem Kommando des Dogen Richtung Süden.
Unterwegs stießen weitere zehn Galeeren, die die Städte Istriens und Dalmatiens stellten, zur Flotte hinzu. 30 Schiffe wurden jedoch vor Traù entführt, das Byzanz treu geblieben war. Seine Mauern wurden, nachdem die Stadt erobert und ausgeplündert worden war, zum Teil niedergelegt. Die verbliebenen Schiffe fuhren nach Ragusa, das gezwungen wurde, nach wenigen Tagen der Belagerung, einen venezianischen Statthalter zu akzeptieren. Dann drang die Flotte in die Ägäis vor, landete auf Euböa und man begann die Hauptstadt Chalkida zu belagern. Der lokale byzantinische Befehlshaber bot an, alle Güter zurückzuerstatten, wenn eine Gesandtschaft nach Konstantinopel geschickt würde. Der Doge schickte daraufhin den Bischof von Iesolo, Pasquale, der Griechisch sprach, und Manasse Badoer an den Kaiserhof. Die Belagerung von Euböa wurde derweil aufgehoben, und die Flotte eroberte Chios, wo sie überwinterte. Von dort wurden die Küstenstädte des Kaiserreichs terrorisiert. Den beiden Gesandten gelang es nicht, Zugang zum Kaiser zu erlangen, daher wurden sie zurückgerufen, auch wenn sie Zusagen über die Möglichkeit eines Friedensschlusses erhalten hatten. Der mit ihnen reisende kaiserliche Repräsentant machte diesbezügliche Zusagen. Daher fuhren die beiden Gesandten, verstärkt durch einen dritten, wieder in die Hauptstadt.
Doch während sie dort verhandelten, brach im Lager der Venezianer eine Epidemie aus, ähnlich wie im Lager Barbarossas fünf Jahre zuvor. Innerhalb kurzer Zeit starben Tausend Männer. Währenddessen näherte sich eine kaiserliche Flotte der Insel Chios in den ersten Apriltagen 1172. Daraufhin fuhren die Besatzer nach Panagia, doch dort forderte die Epidemie zahlreiche weitere Opfer. Nun kehrten die Gesandten zurück – erneut mit leeren Händen. Abermals schlug der mit ihnen reisende Grieche eine Gesandtschaftsreise vor. Diesmal fuhren Enrico Dandolo, der spätere Doge, und Filippo Greco nach Konstantinopel – der (wohl unzutreffenden) Legende nach ließ der Kaiser den Gesandten Enrico Dandolo bei diesem Besuch blenden. Die dezimierte Flotte zog sich nach Lesbos zurück, um Lemnos zu erreichen, doch zwangen Stürme sie dazu, nach Skyros zu fahren, wo man Ostern feierte (16. April 1172). Die erschöpften Venezianer erzwangen schließlich vom Dogen den Befehl zur Rückkehr. Dabei wurde die Flotte auf der Rückfahrt von byzantinischen Schiffen immer wieder angegriffen.

### Ermordung
Die große Flotte blieb ohne jeden greifbaren Erfolg, und die Heimkehrer steckten die in Venedig Verbliebenen auch noch an, so dass weitere Opfer zu beklagen waren. Nach der gescheiterten Strafexpedition suchten die venezianischen Räte, die den Dogen zuvor in den Krieg getrieben hatten, einen Schuldigen für das Debakel, bei dem etwa 10.000 Mann gestorben waren. Sie wiesen alle Schuld dem Dogen zu und wiegelten das Volk gegen ihn auf. Nur wenige Tage nach der Rückkehr sollte der Doge in einer öffentlichen Versammlung am 28. Mai 1172 auf das schärfste für seine Flottenführung kritisiert werden, seine Räte hatten ihn im Stich gelassen. Der Doge wurde noch vor Eröffnung der Verhandlung in der Nähe von San Zaccaria von einem Mann namens Marco Casolo ermordet. Dieser wurde später hingerichtet. Die Quellen geben keinerlei Hinweis auf einen Auftragsmord. Der Ermordete wurde in San Zaccaria begraben, ihm folgte der besagte Sebastiano Ziani im Amt.

## Rezeption

### Ab dem Spätmittelalter

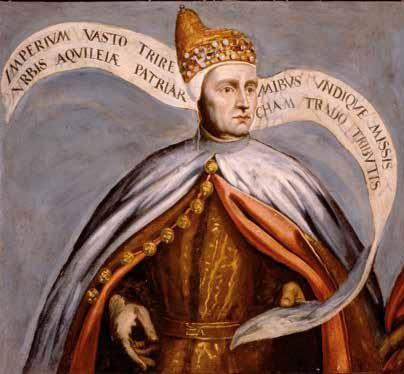
Domenico Tintoretto: Darstellung des Dogen im Dogenpalast, die in einem Spruchband seine Verdienste hervorhebt. Das Bildnis ist eines der 38 Doppel-Dogenporträts im Saal des Großen Rates.

Die Cronica di Venexia detta di Enrico Dandolo aus dem späten 14. Jahrhundert, die älteste volkssprachliche Chronik Venedigs, stellt die Vorgänge ebenso wie Andrea Dandolo auf einer in dieser Zeit längst geläufigen, weitgehend von den Dogen beherrschten Ebene dar – sie bilden sogar das zeitliche Gerüst für die gesamte Chronik. „Vidal Michaeli“ wurde „a clamor de tucto el povolo“, also auf Akklamation des ganzen Volkes, zum Dogen erhoben. Danach folgt unmittelbar die Beschreibung des Konflikts mit Kaiser Manuel, der die „insula de Cecillia“ – gemeint ist weniger die ‚Insel Sizilien‘, als vielmehr das Normannenreich – vernichten wollte („agnençar“). Der Kaiser, aus Zorn über das Verhalten der Venezianer in „Ystria“, „tucti li Venetiani che erano nelle sue parte sustene“; er ließ also alle Venezianer in seinem Reich ergreifen oder gefangensetzen. Der Doge verglich das Verhältnis zu seinem Vorgänger, der ein Verbündeter des Reiches war – der Autor nennt ihn „aiuctor“ –, und er wies an, dass binnen genau 100 Tagen („in C giorni, ne plù ní meno“) 100 Galeeren gebaut und ausgerüstet werden sollten („fabricade et armade“) „per una perpetual fama per luy“, also zu seinem ewigen Ruhm. Diese Flotte führte er nach Griechenland, wo er großen Schaden anrichtete am Lande und an den Schiffen des Kaisers, um dann nach Chios zu fahren, um es zu belagern. Der Verfasser der Chronik behauptet (S. 64), Kaiser Manuel, der der Armada nichts entgegenzusetzen hatte, habe den Bewohnern der Insel den heimlichen Befehl erteilt, das Trinkwasser der Insel lzu vergiften („et secretamente mandò a gli habitanit del’isola de Chio che lle ague tucte de quel luogo fusseno atossegade, et cusi fo facto.“) Ein Drittel der Schiffsbesatzungen sei daran gestorben, auch alle Angehörigen des Hauses Iustiniani („Iustignan“). Daraufhin, so wollte es der Doge, sei einem jungen Mönch in San Nicolò di Lido, der der letzte männliche Überlebende dieser alten Familie war, gestattet worden, das Kloster zu verlassen, um zu heiraten. Von diesem und seiner Frau stammten alle Giustiniani ab. Als die Flotte „Sclavania“ auf dem Rückweg nach Venedig erreichte, wo Trau und Ragusa an Manuel gegangen waren, gewann der Doge Ragusa zurück, das er „Rainer Zanne“ unterstellte. Auch Zara, ausdrücklich seit MCLVIII im Aufstand, wurde zum dritten Mal unterworfen, und zwar durch eine Flotte unter „Domenego Moresini“, daran anschließend schildert der Autor die Kämpfe um Grado. Der Patriarch „Ordellicho“, der gefangen gehalten wurde, versprach am Ende Wiedergutmachung. Man kam zu einer Vereinbarung, „è stado di grande dispregio“, das den Patriarchen somit der Verachtung preisgab: Alljährlich sollte er und auch seine Nachfolger einen Stier („tauro“), zwölf Wildschweine („XII cenglari“) und Brote abliefern (der Verfasser bezeichnet sie als „bruççoladi“, ‚Kringel‘ wie der Herausgeber übersetzt). Dabei stand der Stier für die ‚Wildheit‘ („ferocità“) des Patriarchen, die symbolisch mit der Enthauptung des Stieres enden sollte, die Schweine standen für die Kleriker, die Brote für die „Castellani“. Das dazugehörige Fest werde noch immer, wie der Autor betont, jedes Jahr gefeiert, und werde dies auch auf alle Ewigkeit auf Kosten des Patriarchen tun (S. 65). In der „Sala dei Segnor“ werde seither in der Nacht ein Spiel aufgeführt, das für die Zerstörung der Kastelle im Friaul stehe, und in dessen Mittelpunkt der „Duxe et la Ducaresa“ standen. – Dann erst erwähnt der Autor die „imprestidi“, die Anleihen, die aufgelegt wurden, dazu eine andere Flotte („un'altra armada“), die unter Führung des Dogen nach Konstantinopel gefahren sei. Der Kaiser, der die Macht der Venezianer fürchtete, habe dem Dogen Gesandte geschickt, die einen Frieden aushandeln sollten. Alle Schäden sollten wieder gutgemacht werden, und so sei es geschehen. Rätselhaft bleibt in der Chronik das Attentat von 1172. Der Doge ging zu Ostern, wie es seine Vorgänger zu tun gewohnt waren, nach San Zaccaria, und wurde dort „d'alguni so' citadini et iniqui homeni fu morto“, er wurde also von irgendwelchen seiner Bürger und skrupellosen Männern getötet. „Vidal Michiel“ wurde nach 17 Jahren der Herrschaft in San Zaccaria beigesetzt.

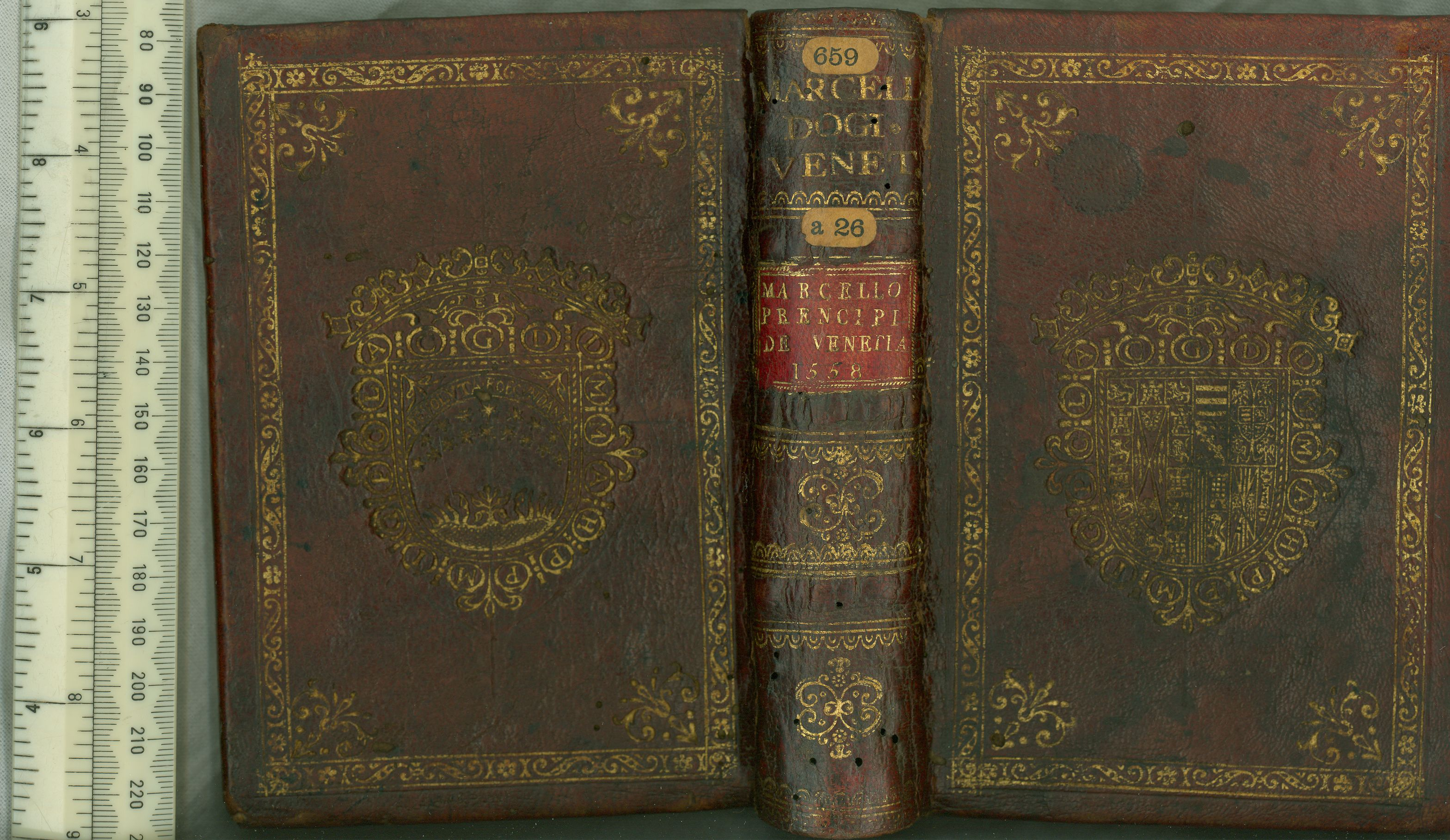
Umschlag einer Ausgabe der Vite de’prencipi di Vinegia des Pietro Marcello

Pietro Marcello meinte 1502 in seinem später ins Volgare unter dem Titel Vite de'prencipi di Vinegia übersetzten Werk, „Vitale Michiele Secondo, successe nel Prencipato l’anno MCLVI.“ Seine Vite weichen in mancher Hinsicht von den früheren Darstellungen ab, manches ist glatter geschildert, an anderen Stellen fügt er abweichende Meinungen ein. So wurden bei ihm die Pisaner ‚Freunde‘ („amici“) der Venezianer, die den Papst gegen Friedrich I. schützten („presero la protettione di Papa Alessandro Terzo contra Federico Barbarossa“). Paduaner, Veronesen und Ferraresen plünderten „Capo d'Argere“, doch die Venezianer vertrieben sie, die nun Adria mit Feuer und Schwert überzogen („misero a ferro, & fuoco“). Als „Vlrico Patriarca d'Aquilegia“ Grado besetzte, wurde er von den Venezianern mit zwölf Klerikern und ‚mit vielen anderen der Edelsten‘ gefangen genommen. Gegen einen jährlich Tribut von einem Stier und zehn (!) Schweinen. Diese sollten zum ewigen Gedächtnis an diese Ereignisse vor allem Volk getötet werden. Es gab aber einige, so Marcello, die diesen Tribut dem Dogen „Angelo Particiaco“ zuwiesen. Für ihn begann Kaiser „Emanuel“ den Krieg mit Venedig. Unter dem Vorwand, er bedürfe der Unterstützung gegen den Angriff Wilhelms von Sizilien, dem er seine Tochter zur Frau versprochen hatte, forderte er von Venedig Hilfe. Diese lehnten die Venezianer erwartungsgemäß ab, da sie mit dem König Frieden geschlossen hatten. Dadurch glaubte der Kaiser eine „quasi legittima occasione di muover guerra“ zu haben, eine ‚gleichsam rechtmäßige Gelegenheit, Krieg zu beginnen‘ (S. 71). Genau umgekehrt als bei Caroldo, der sein Werk dreißig Jahre später fertigstellte, eroberte der Kaiser erst jetzt die Städte „Spalato, Ragugia, e Traù“. Mittels einer „malitia Greca“ lockte er die Venezianer wieder ins Reich, die tatsächlich „per desiderio di guadagni“ zurückkehrten – sie folgten also dem ‚Wunsch nach Gewinnen‘. Sie vertrauten auf ihre alten Verdienste um das Kaiserreich. Um die ‚Freundschaft zu erneuern‘ reiste die erste Gesandtschaft nach Konstantinopel, doch kaum waren „Sebastian Ziani, & Orio Malipiero“ dort angekommen, ließ der Kaiser alle Venezianer verhaften, und „confiscò“ ‚alles Geld und alle Dinge‘. Durch Flüchtlinge gelangte die Nachricht davon nach Venedig. Bei Marcello war es die „città“, die den Befehl zum Flottenbau gab, so dass 100 Schiffe in 100 Tagen, nach den Worten des Autors mit „meravigliosa prestezza“ aufgelegt wurden, mit ‚fabelhafter Schnelligkeit‘. Im Gegensatz zu Caroldo erscheint hier keine Flotte aus Dalmatien, jedoch wurde auch hier Traù zerstört, auch wurde bei ihm Ragusa „mise a sacco“, also ausgeplündert. Dort wurde der kaiserliche Turm mit seinen Insignien abgerissen (S. 73). Der „governatore“ von Negroponte überredete den Dogen, neue Gesandte in die Hauptstadt zu schicken, so dass auch „Manase Badoero“ mitreiste. Die Flotte fuhr nun nach „Scio“, die Insel fiel an die Venezianer. Langatmig schildert Marcello, wie Manuel die Gesandten hinhielt. Als sie ergebnislos zurückkehrten, brach die „crudelissima peste“ aus. Die Flüsse, aus denen die Venezianer ihr Wasser holten, seien, wie (so Marcello) manche sagten, von den Griechen vergiftet worden. Die Legende, nach der besagtem Mönch und letztem männlichen Angehören der Giustiniani-Familie die Ehe erlaubt wurde, um ihren Fortbestand zu retten, erzählt Marcello so, dass ihr vor allem die Gegenwart des „Lorenzo Giustiniano“ (1383–1456) zu verdanken sei, sowie von Leonardo und Bernardo, seinem Sohn (S. 74 f.). Bei Marcello gibt es keine Befragung der Leute des Dogen, sondern die Flotte kehrt angesichts der Katastrophe gleichsam von sich aus zurück. Mit der Rückkehr starben „molte migliaia di persone“, starben ‚viele Tausend Personen‘. Als das Volk zur Beratung gerufen wurde, gaben alle dem Dogen die Schuld, und sie nannten ihn einen „traditore della Republica“, einen ‚Verräter der Republik‘. Er habe den Sieg verspielt, die Flotte an den Kaiser verloren, und, was noch schlimmer sei, er habe sie durch das Gift der Vernichtung ausgesetzt. So forderten alle schreiend seinen Tod. ‚Der arme Doge‘ („il povero doge“) konnte sich nicht entschuldigen, er sah, dass er in Lebensgefahr war und floh heimlich aus dem „consiglio“. Dort begegnete er, ‚ich weiß nicht wem‘ („non sò chi“), der ihm eine riesige Wunde zufügte, an der er im 17. Jahr seines „Prencipato“ „miseramente morì“. Das ganze Volk feierte seine Beerdigung („Il suo mortorio fu celebrato da tutto 'l popolo“). Um die Unruhen zu beruhigen und einen Angriff auf den Dogen in Zukunft zu verhindern, soll der Rat der Zehn eingerichtet worden sein, wie manche laut Marcello sagen. Andere sagen, so der Autor, der Rat der Vierzig sei zur Dogenwahl eingerichtet worden, der in Zukunft den Dogen wählen sollte.
Daniele Barbaro, Schreiber der Republik von 1512 bis 1515, fasste die Katastrophe von 1171 folgendermaßen zusammen: „fù questa offesa grandissima et tanto universale …, che non vi fù casa che non sentisse parte di quel danno“. Es waren also ohne Ausnahme sämtliche case, alle bedeutenden Häuser, von der Katastrophe betroffen.

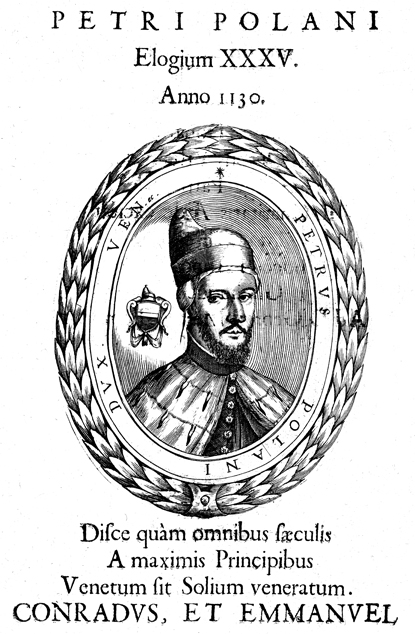
Leone Matina: Phantasieporträt des Dogen in der wohl ersten gedruckten Porträtserie aller bis dahin anerkannten Dogen, dem Ducalis regiae lararium von 1659

Nach der Chronik des Gian Giacomo Caroldo wurde „Vital Michiel di questo nome IJ“ im Jahr „MCLVI“, also 1156, zum Dogen gewählt („successe per elettione“). Zunächst habe er einen Ausgleich mit Pisa gefunden, dann schildert der Verfasser die Kämpfe zwischen den Patriarchen von Grado und Aquileia, zwischen Kaiser, „Antipapa“ und Papst sowie den oberitalienischen Städten. Dabei wurde Cavarzere geplündert, wenn auch die feindlichen Truppen überrascht werden konnten und den Venezianern Adria in die Hände fiel. Schließlich geriet „Ulderico Patriarcha d’Aquilegia“ nebst zwölf Klerikern bei Grado in Gefangenschaft. Der „Duce vittorioso“, der ‚siegreiche Doge‘, führte sie nach Venedig. Die besagten Tributleistungen sollten an jedem „Giovedi Grasso“ abgeliefert werden (S. 140 f.). Der Doge gestattete ‚denen von Arbe‘ die Wahl ihres Conte durch vier ihrer „Cittadini“, die Bestätigung erfolgte wiederum durch den Dogen. Zum Conte, so der Autor, wurde der Sohn des Dogen, „Nicolò Michiel“, wenig später gewählt, der wiederum vom Vater bestätigt wurde. So erscheint es im Privileg „che da loro sin al presente giorno viene conservato con il suo bollo di piombo“, das also mitsamt seinem Bleisiegel noch in der Zeit Caroldos erhalten war. Bedeutend für den Autor ist offenbar die Schlussfolgerung, die er daraus ausdrücklich zieht, nämlich die, dass sich, wie diese Urkunde erweise, diejenigen täuschen, die glaubten, erst Papst Alexander habe den Venezianern den Gebrauch von Bleisiegeln gestattet. Es könne sein, dass der Papst nur bestätigt habe, was der Doge schon zuvor tat (S. 141). Caroldo waren in der Dogenkanzlei wohl zahlreiche Dokumente zugänglich. – König Stephan von Ungarn heuchelte Freundschaft mit dem Dogen („fece simulata amicizia“) und bot eine Verehelichung von Maria (seiner Nichte?) mit dessen Sohn Nicolò an. Als Stephans „mal’animo“ sich nicht mehr verbergen ließ, marschierte er nach Dalmatien und eroberte Spalato, Trau, Sebenico und andere Orte, ein Verlauf, der bei Marcello dreißig Jahre zuvor nicht vorkommt. Die Zaresen, die die Unterstellung ihres Erzbischofs unter den Patriarchen von Grado nicht ertragen konnten („non potendo patir“), „ribellorono“ gegen die Venezianer. Sie vertrieben den Dogensohn „Dominico Moresini“ und hissten die Flagge des Königs von Ungarn („levorono l’insegne del Re d’Hungeria“). Die Flotte von 30 venezianischen Galeeren kehrte angesichts der starken Besatzung um. Darüber hinaus erwähnt Caroldo eine Niederlage gegen die Anconitaner, bei der fünf der sechs Galeeren verloren gingen (S. 142). Im 15. Jahr seines Dogats ließ Vitale Michiel seinen Sohn Domenico mit einer „potentissima armata“ Zara angreifen. Nach langen Kämpfen zogen die Ungarn ab und die Zaresen unterwarfen sich („facendo deditione liberamente“). Der Dogensohn nahm 200 Zaresen als Geiseln. Nun unterwarf Kaiser Manuel in Absprache mit Stephan die Küstenstädte Spalato, Trau und Ragusa „et quasi tutta la Dalmatia“. Der Kaiser gab dennoch vor, dass die Venezianer in seinem Reich so sicher seien, wie in ihrem eigenen Land. Der Doge, so Caroldo, habe sich an die alte Freundschaft zwischen dem Reich und Venedig erinnert und daher die Genehmigung zum Handel in seinem Reich erteilt. Er schickte zudem die Gesandten Sebastian Ziani und Orio Mastropiero an den Hof. Die Händler, auch bei Caroldo von der Hoffnung auf Gewinn getrieben („mossi detti mercanti dal guadagno“), fühlten sich sicher und fuhren auf zahlreichen Schiffen in verschiedene Orte des Reiches. Am Hof habe man feierlich beschworen, keine schlechten Intentionen zu haben („fece loro solenne giuramento non haver alcun mal proposito contro Venetiani“), jedoch ‚heimlich, mit der griechischen Durchtriebenheit‘ („secretamente, con la Greca perfidia“) habe der Kaiser Befehl erteilt, am 12. März, im 16. Jahr des Dogats Vitale Michiels, alle Schiffe und Händler festzusetzen („ritenere“) und sie alle nach Konstantinopel zu schicken. Damit war für Caroldo die Massenverhaftung keineswegs überraschend, wie andere Autoren glaubten, sondern eine Folge des Konflikts um Dalmatien und Ancona. Dennoch versuchte der Doge auf dem Friedenspfad zu bleiben („la via della pace“) und eine Gesandtschaft aufzubieten. Doch als er die Berichte hörte, die Venezianer mitbrachten, denen es gelungen war, auf 20 Schiffen zu fliehen, entschieden sich der Doge und der „Senato Veneto“ für den Krieg. So erging Befehl, 100 Galeeren zu bauen („finir“) sowie 20 Schiffe, eine Flotte, die dem Dogen selbst unterstellt wurde, um sich für das erlittene Unrecht zu rächen („per vendicarsi della ricevuta ingiuria“). In Venedig sollte sein Sohn „Lunardo Michiel“ bleiben. Alle Venezianer wurden bis September zurückgerufen. Auch sollten sich die Städte Dalmatiens bereithalten, die zehn Galeeren beisteuerten. Die Flotte stand nach 100 Tagen bereit, nahm die besagten zehn Galeeren im Vorbeifahren auf (die bei Marcello nicht erscheinen). Dreißig Galeeren griffen Trau an, das zur Abschreckung völlig zerstört wurde. Ragusa ergab sich nach schwerer Belagerung, seine Gesandten unter Führung des Erzbischofs „Tribun Michiel“ baten auf Knien um Gnade. Als der Doge in die Stadt einzog, wurde er vom Klerus unter Singen des Te Deum empfangen; dieser ließ sich Treue schwören, der kaiserliche Stadtturm wurde auf Befehl des Dogen zerstört („subito fosse ruinata“). Der Erzbischof sollte, wenn der Papst einverstanden sei, dem Patriarchen von Grado unterstellt werden (S. 144). Mit dem Titel Conte di Ragusa blieb „Raynier Zane“ in der Stadt. Vor Negroponte ließ sich der Doge auf Verhandlungen über die Wiedergutmachung ein – dabei nennt Caroldo keinen Grund, denn bisher war der Krieg gegen die byzantinischen Städte nach Darstellung des Autors mit größter Härte geführt worden, wenn auch Ragusa schon gnädiger behandelt wurde als das zur Abschreckung zerstörte Trau. Vitale Michiel schickte „Pasquale Vescovo Aquilino, il qual sapeva la lingua Greca, et messer Manasse Badoaro“ an den Hof, also den Bischof von Aquila, der Griechisch sprach, und Manasse Badoer. Währenddessen fuhr die Flotte nach „Sio“ (Chios), das sich unterwarf, um dort zu überwintern. Als der Doge erkannte, dass seine Gesandten nur hingehalten wurden, rief er sie zurück. Der Kaiser ließ die Gesandten durch einen „nuncio“ begleiten, um die Stärke des Gegners auszukundschaften. Dieser überredete die Venezianer, eine neue Gesandtschaft an den Hof zu schicken. Der Doge wünschte Frieden (so erklärt Caroldo dessen neuerliche Nachgiebigkeit), und so schickte er die beiden Gesandten zusammen mit Filippo Greco nach Konstantinopel. Währenddessen breitete sich eine Krankheit aus, die „pestilenza“ genannt wird, viele starben ohne Anzeichen von Krankheit („senz’apparenza di male“). Einige behaupteten, so Caroldo, der Kaiser habe das Wasser vergiften lassen. Der Doge ließ die Flotte nach „Santa Panaia“ fahren, denn er hatte den Glauben an Frieden verloren. Dort wütete die Epidemie weiter. Wieder kehrten die Gesandten ergebnislos zurück, und nun beklagte sich der kaiserliche Nuntius seinerseits über die Zerstörungen durch die Venezianer. Nachdem er die „Sopracomiti et Capi dell’armata“ zusammengerufen und von jedem von ihnen seine Meinung erfahren hatte, schickte der Doge eine letzte Gesandtschaft unter „Henrico Dandolo et Filippo Greco“ zu Manuel, der bereits von dem „morbo“ gewusst habe, der unendlichen Schaden angerichtet habe. Die Flotte fuhr nach „Mytilene“ und von dort nach „Stalimene“ und „Schiro“, wo Ostern begangen wurde. Seine verzweifelten Mannschaften forderten nun die Rückkehr nach Venedig, zumal die Pest immer noch wütete. Nach der Rückkehr breitete sich die Krankheit auch in Venedig aus. Dem Dogen gab man alle Schuld für die Katastrophe. Die Volksversammlung kam zusammen, es kam zu Beleidigungen gegen den Dogen, zu Morddrohungen. Vitale Michiel „per dar luogo al popular rumore“, verließ den Palast und bestieg ein Boot („una barcha“), um nach San Zaccaria zu fahren. Wieder an Land wurde er von einem „Cittadino“ mit blanker Waffe („arma nuda“) tödlich verletzt. Ein Priester erteilte ihm noch die Absolution. Kurz darauf starb der Doge am 27. Mai in seinem 17. Herrschaftsjahr, wie Caroldo notiert. Er wurde „con molta pompa“ von Klerus und Volk in der Kirche von San Zaccaria beigesetzt. Zum Schluss berichtet der Autor noch vom obigen Schicksal der Familie Giustinian und der päpstlichen Erlaubnis für den Mönch „Nicolo Giustiniano“ eine Dogentochter zu heiraten („contraher matrimonio con una sua figliuola“). Der letzte Satz zum Dogat lautet: „Si ritrova scritto ch’a tempo di questo Duce si diede principio a far imprestiti, cagione d’universale mala contentezza contro di lui.“ Die Staatsanleihen könnten also ein wichtiges Motiv für den Hass auf den Dogen gewesen sein, ohne dass dies vom Autor explizit mit dem Mord in Zusammenhang gebracht würde.
Der Frankfurter Jurist Heinrich Kellner, der im neuen Dogen „Vitalis Michiel“ den 37. Dogen sieht, meint in seiner 1574 erschienenen Chronica das ist Warhaffte eigentliche vnd kurtze Beschreibung, aller Hertzogen zu Venedig Leben, er habe „das Hertzogthum bekommen/im jar 1156“. Kellner meint, durch seine „hülff wurden die Venediger und Pisaner mit einander vertragen“, sie nahmen „Bapst Alexander den dritten in iren Schutz/wider Keyser Friederichen … welcher dem widder Bapst oder Antipapa Octavian beystunde“. Davon wurden Padua, Verona und Ferrara so ermutigt, „daß sie sich zusammen theten / Capo d argere anfielen / unnd eroberten.“ Doch die Venezianer „zogen mit ihrem Volck wider sie … und die Feinde zogen mit schrecken und forcht ab. Weil dann die Venediger den Feind nicht antreffen kundten/uberfielen sie das * Adrianisch Gebiet“. Hier folgt Kellner nicht der üblichen Darstellung, hier sei die Stadt Adria attackiert worden, sondern nur das besagte Gebiet. Daher setzt er eine Marginalie, die im Text, wie üblich, durch ein Sternchen zugeordnet wird, hinzu, in der er sich auf Piero Giustinian stützt (S. 29r): „Petrus Justinian sagt / das Ferraresische Gebiet / unnd dem/ halt ich/ auch zu glauben sey/ denn deßmals/ so ich find/kein Statt darumb gelegen/so Adria genennet worden.“ – Als „Ulrich der Patriarch oder Ertzbischoff von Aquileia“ Grado eroberte, wurde er „von Venedigern/ die im gleich auff den Halß kamen/und in erlegten/gefangen und gen Venedig geführt mit zwölff Thumbherren/und vielen andern Edlen“. Auch hier musste er nach der Freilassung jährlich einen „Ochsen und zwölff Schwein gen Venedig schicken“. Auch Kellner meint einschränkend: „Etliche schreiben dieses Angelo Particiatio zu.“ – Bei ihm ist die Abfolge der Handlungen, die zum Krieg mit Byzanz führten, wiederum so, dass Venedig dem Kaiser die gewohnte Flottenhilfe „verweigert und abgeschlagen“ habe, da sie „kurtz zuvor Frieden und Bündnuß“ mit Wilhelm von Sizilien geschlossen hatten. Daraufhin habe „Keyser Emanuel“ geboten „durch ein offen Mandat allen Venedischen Kauffleuten auß Griechenland zu weichen/uberfiel auch die Venediger mit Heeresmacht / nahm ihnen Spalato / Ragusa / und Trau.“ Dabei gab der Kaiser vor, diese Städte darum eingenommen zu haben, „darmit er die Venediger im wider zu Freunden mächte“ – wobei Kellner dies und das Folgende ausdrücklich in einer Marginalie „Keyser Emanuels betrug gegen den Venedigern“ nennt. Da der Kaiser die Venezianer ins Reich lud, und sie ihm aufgrund ihrer Verdienste vertrauten, „segleten viel Schiff/ihren gewinn zu suchen/in Griechenlandt.“ Kaum waren die Gesandten „Sebastian Ziani und Orius Malapier“ in Konstantinopel angekommen, „da ließ Emanuel auff einen tag alle Venediger mit iren Schffen und Waaren arrestieren und verstricken/confisciert ir Gelt/und was sie hatten.“ Noch ehe die Gesandten nach Venedig kamen, „ward das Geschrey durch andere / die auß forcht entflohen waren/dahin bracht/daß durch untreuw des Keysers all ir Leut“ verhaftet worden waren. Um die „Schmach zu rechnen“, rüsteten die Venezianer eine „gewaltige Armada zu.“ „Und man findet/daß mit wunderbarlicher behendigkeit innerhalb 100 tagen 100 Galeen außgerüst worden seyen“ (S. 29v). Der Doge selbst führte die Flotte, die „Kriegsleut auß Istria oder Schlavoney und Dalmatien“ aufnahm, gegen Trau, dann folgte Ragusa mit seinem kaiserlichen Turm. Der „Statthalter“ von Negroponte erschrak vor „so großem Kriegßzeug“ und „gedacht derwegen mit list die Sach anzugreiffen“. Dann folgen die Gesandtschaften, die Eroberung von Chios und die dortige Überwinterung. Doch der Kaiser „ließ von seiner betrieglichen art nicht ab“ (S. 30r), er „hielt die Sach von tat zu tag auff“. „Mittlerzeit fiel ein grosses Sterben eyn auff den Schiffen“ und „wie man sagt/so sol der Keyser die Wasser/welche die Venediger gebrauchen mußten/haben vergifften lassen“. Auch berichtet Kellner die Giustiniani-Legende. Schließlich zwang den Dogen „der groß jammer und unwill des Kriegßvolcks/daß er sich wider auff Venedig begab“. Dort starben „viel tausend Menschen“. Als das Volk zum „Rahtschlag“ zusammenkam, gab man dem Dogen „die schuldt alles unglücks/hiessen in ein Verrähter/und ein Schinder der armen Leut/sagten/er hett dem Keyser zu lieb die beste gelegenheit des Kriegs und Siegs verseumet“, auch am Untergang der Flotte und der Vergiftung wurde ihm die Schuld gegeben: „Rieffen derwegen alle/man solt in todt schlagen.“ Der so bedrohte Doge „verlur“ sich „heimlich auß der Versamlung/verkroch sich in S. Zacharie Kirchen/Allda begegnete im einer/ der gabe ihm einen solchen streich/daß er darvon starb/im sibentzehenden jar seines Hertzogthumbs.“ „Es ist dieser Hertzog sonst gewesen ein sehr frommer Mann/das gantz Volck hat seinen todten Leichnam beleytet.“

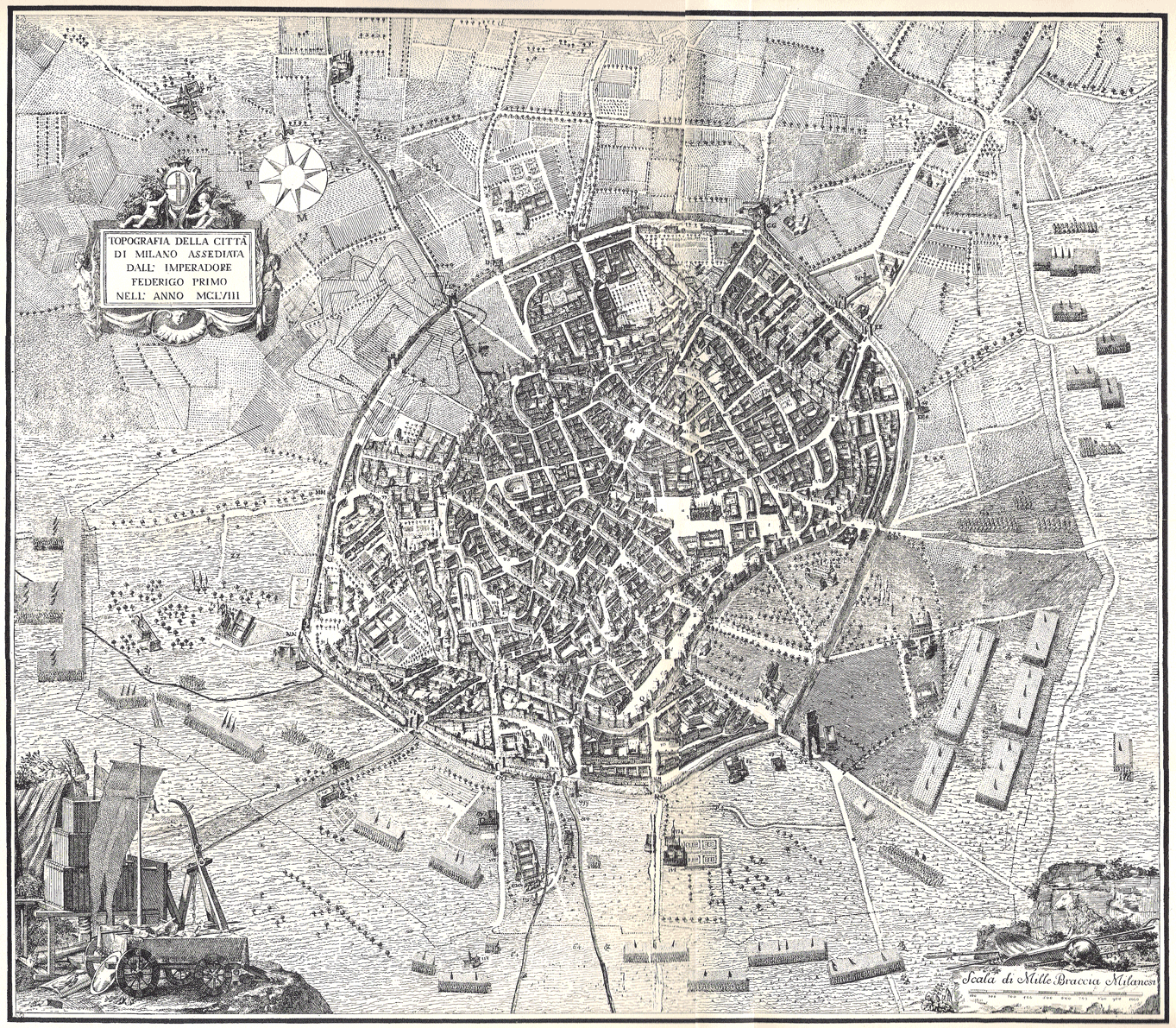
Karte Mailands im Jahr 1158

Francesco Sansovino zählt in seinem Opus Venetia città nobilissima et singolare gleichfalls „Vitale Michele II.“ als 37. Dogen, Sansovino liefert eine extrem verkürzte Fassung der Vorgänge: Unter ihm unterstützte Venedig das von Barbarossa halb zerstörte („mezza distrutta“) Mailand. Zwar rebellierte Zara mit Hilfe des Ungarnkönigs, doch wurde die Stadt zurückerobert und viele Gefangene nach Venedig verbracht. Wegen des Sieges über den Patriarchen von Aquileia, ‚sagt man‘ wurde die „festa del Giovedi grasso“ eingerichtet. Im Kampf gegen die Griechen wurden binnen 100 Tagen 100 Galeeren erbaut, dazu 20 Schiffe; auch folgt wieder die Giustiniani-Legende, wobei laut Sansovino der Mönch „Nicolò Giustiniani“ 16 Jahre alt war. Auch wusste er, dass, als die Kinder erwachsen waren, er wieder ins Kloster zurückgekehrt sei. Dann zieht, ohne Zusammenhang zum Krieg gegen Byzanz und ohne die Massenverhaftung, in Venedig die Pest ein, für deren Auftauchen man dem Dogen die Schuld gab, und gegen den man sich erhob. Er floh Richtung San Zaccaria, wo er verletzt wurde. Nach der Absolution sei er gestorben und in der Kirche begraben worden.

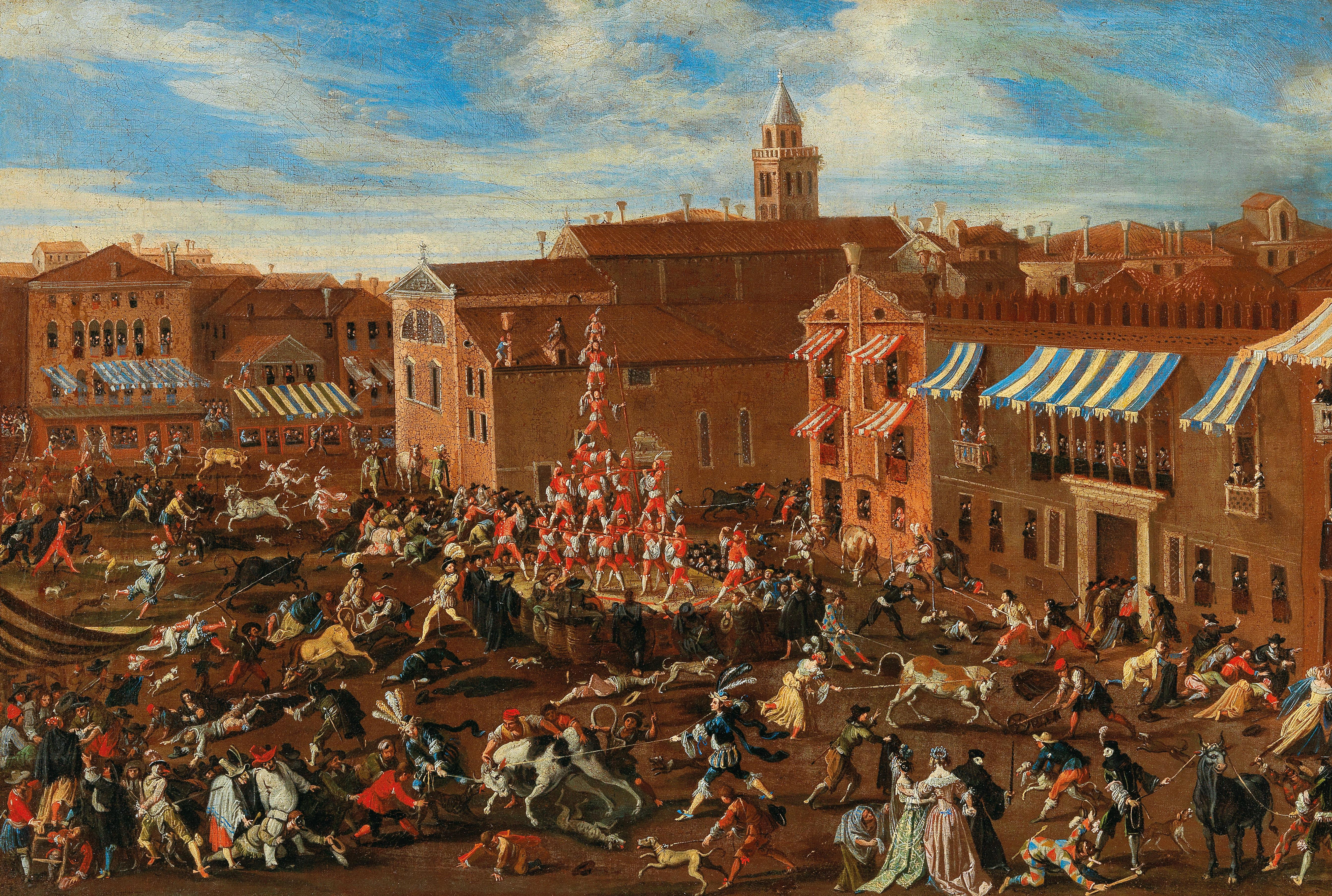
Stierhatz auf dem Campo San Polo, Öl auf Leinwand, 61 × 91,5 cm, Joseph Heintz der Ältere (1600–1678), nach 1632

In der Übersetzung von Alessandro Maria Vianolis Historia Veneta, die 1686 in Nürnberg unter dem Titel Der Venetianischen Hertzogen Leben / Regierung, und Absterben / Von dem Ersten Paulutio Anafesto an / biss auf den itzt-regierenden Marcum Antonium Justiniani erschien, zählt der Autor, abweichend von Marcello, Kellner und Sansovino, „Vitalis Michieli, Der 38. Hertzog“. Nach Vianoli war Venedig nur eine kurze Friedenszeit zwischen den Abmachungen mit Pisa und dem Kampf mit „Odorich/ dem Patriarchen zu Aquileja“ beschieden, den dann abermals Verona, Padua und Ferrara zerstörten. Denn als die Venezianer den Papst unter „ihren Schutz an- und aufgenommen gehabt, verdrosse“ dies Kaiser Friedrich I. dermaßen, dass er die Städte gegen Venedig „aufgewickelt“, was sie ermutigte Capo d’Argere zu überfallen, auszuplündern und zu schleifen (S. 220). Venedig „verheeret“ daraufhin das gesamte Ferrareser Gebiet, was „den Feind mit Forcht und Schrecken wiederum sich nacher Haus zu salviren getrieben hatte.“ Dem Erzbischof von Aquileia habe der „Hertzog gleich auf dem Hals gelegen“, nachdem dieser Grado zu seinem Schaden besetzt hatte. Die Gefangenen wurden unter den besagten Bedingungen wieder freigelassen. Dies „Ist ein Herkommen / so noch biß auf den heutigen Tag / jedoch nur an dem Ochsen / welchem man auf einen Streich den Hals abhauet/und Anzündung eines Freuden-Feuers / zu Venedig in acht genommen/ und gehalten wird.“ (S. 221). Ähnlich wie im Fall Barbarossas erzürnt sich bei Vianoli auch der byzantinische Kaiser über die Hilfsverweigerung Venedigs, das mit Wilhelm von Sizilien seit kurzem verbündet war. Auch bei ihm entriss er den Venezianern „Spalatro, Ragusa und Trau“, „damit er die Venetianer sich desto eher zu Freunden wiederum gewinnen könnte“. So bot er ihnen durch Gesandte freien Handel in seinem Reich an, doch waren die Venezianer bei Vianoli nicht ausdrücklich auf der Suche nach Gewinnen. Kaum waren die venezianischen Gesandten und die Händler angekommen, „so der zwölffte Mertz des 1171. Jahres gewesen“, war es Manuel, der sie „verarrestiren“ ließ. Die Gesandten durften allerdings heimkehren. Es waren die „Gemüther der Venetianer hefftig erbittert“, so dass eine Flotte aufgelegt wurde, „um solche Schmach zu rächen“ – „und wie die Scribenten wollen / sollen sie mit sonderbarer Behendigkeit innerhalb hundert Tagen hundert Galeeren / und zwanzig andere Kriegs-Schiffe in das Adriatische Meer gestossen haben“ (S. 223 f.). Ebenso schildert Vianoli die Etappen Trau, Ragusa und Negroponte. Der dortige „Statthalter“ war nach Vianoli völlig überrascht, verfiel jedoch auf eine List. Die besagten Gesandten wurden nach Konstantinopel geschickt (diesmal ohne ausdrückliche Griechischkenntnisse), doch ließ der Doge, „damit gleichwoln seine Waffen nicht müssig stünden“, Chios besetzen. Die hingehaltenen Gesandten waren des Wartens „endlichen überdrüssig worden / und unverrichteter Sache“ nach Chios gegangen. Vianoli behauptet bereits ohne Einschränkung, der Kaiser habe das Trinkwasser vergiften lassen. Vianoli glaubt, nur noch 17 Galeeren seien übriggeblieben, als die Flotte Richtung Venedig aufbrach. Das „Geschrey/ Heulen und Weheklagen / so man durchgehends vernommen / ist nicht zu beschreiben / indem die Weiber wegen ihrer lieben Ehegatten Wittiben verblieben / die Mutter ihrer Söhne / und die Alten ihrer Jugend / als der eintzigen Zuflucht ihres Alterthums beraubet worden seynd.“ (S. 228). Daran schließt Vianoli die Giustiniani-Legende an, einschließlich des inzwischen gängigen Vergleichs mit den römischen Fabiern. Das Geschlecht „welches seinen Ursprung von dem aller Welt berühmten Kayser Justiniano ziehet“, sollte nicht aussterben, daher „zwange sie einen Nicolaus, der ein Münch von ungefehr 18. Jahren gewesen“ zu heiraten, und zwar „Annam, des Hertzogs Vitalis Tochter“. Während das Paar bei seinen Vorgängern noch fünf Söhne und drei Töchter zeugte, waren es bei Vianoli acht Söhne (S. 227). Mit „Anlendung der Armada“ habe sich „auch die Pest hinein geschlichen“, die viele Tausende tötete. Auch hier warf man dem Dogen vor, dass er den Kaiser „mit einer so mächtigen Macht hätte überwinden sollen“. Ohne die Volksversammlung zu erwähnen, setzt der Autor fort, dass am „auf dem heiligen Ostertag 1172“ der Mord geschah. So war der Doge bei ihm „in die Strasse la Rasse genannt“ gegangen, denn er habe „nach S. Zachariæ Kirchen in die Vesper gehen wollen“. Er sei dort „mit einem dermassen geschwinden Stoß (so von einem verwegenen Böswicht verrichtet worden) aus dem Mittel geraumet / daß auch diejenigen / die ihn begleitet / dessen nicht gewahr worden seynd / indem er noch biß an die Thür der Kirchen gekommen / von den Geistlichen daselbst in das Closter geführet / in welchem er etliche Stunden hernach das Elend seines Lebens / nach 16jähriger Regierung/geendet hatte.“ (S. 228 f.). Sein Nachfolger bemühte sich, den Mord zu rächen, „welches er auch gar balden werckstellig gemacht /indem durch seinen gethanen Fleiß der Böswicht / der dem Hertzogen den Stich gegeben / und einer mit Namen Marcus Casuol gewesen/entdeckt und aufgehangen worden ist.“ (S. 232). Danach, so begründet Vianoli ausdrücklich, sei, „um die allzu grosse Authorität der Hertzogen einzuschrencken“, „ihrer Zwölffe aus den Vornehmsten / mit dem Titul der Wahlherren oder Zunfftmeister erwählet worden, deren ein jeglicher vierzig anderen benamset“. Damit kam Vianoli auf 480 Männer, der „Raht der 480 Männer“, der – damit steht Vianoli allein – angeblich nur auf ein Jahr gewählt wurde. Dieses Verfahren wurde demnach jährlich wiederholt, so dass „auf solche Weise ein jeglicher Einwohner der Stadt zu solchen Ehren zu gelangen / sich einige Hoffnung schöpffen möchte“ (S. 230).
Für Jacob von Sandrart ist „Vitalis Michaël“ in seinem Opus Kurtze und vermehrte Beschreibung Von Dem Ursprung / Aufnehmen / Gebiete / und Regierung der Weltberühmten Republick Venedig 1156 „zum Regiment gezogen worden“. Auch zählte er ihn als 37. Dogen. Er sei zwar glücklich im Kampf gegen „den Kaiser Friederich Barbarossa“ gewesen, jedoch „gar unglücklich wider den Griechischen Kaiser Emanuel“. Zwar habe er Frieden mit den Pisanern gemacht, auch kam es dazu, dass er Trau „gantz zerstörete; Ragusa ausplünderte/und die Insel Chios, itzt Scio, den Venetianern unter würffig machte; so stellte sich doch der Kaiser/ob er gleich alle Schiffe und Güter den Venetianischen Kauffleuten anhielt/daß er keinen Krieg / sondern den Frieden begehrte“. Er hielt die Venezianer so lange hin, „daß die Pest/ es sey nun von ungefehr / oder durch einiges von den Griechen listiglich beygebrachtes Gifft unter das Volck kam“, die ganze Flotte „zu schanden gieng“. In Venedig wurde er „durch das in Aufruhr gerathene Volck als ein Verräther umbs Leben gebracht“. „Dieses begunte aber hernach das Volck zu reuen / und erkannte man erst / daß er als ein treuer Liebhaber des Vatterlandes und der Kauffmannschafft den Frieden rechtschaffen / wiewohl unglücklich gesucht / woran er keine Schuld haben könte ; deßwegen erwehlet man zehen Personen / umb diejenigen zu straffen / so diesen Mord begangen hatten“. Der Autor zieht aber gleichfalls die Möglichkeit in Betracht, dass die Anleihen „wiewohl mit Versprechen / die Republick solte solche wieder bezahlen und gut machen / so bald sie würde in einen bessern Stand kommen seyn“ eine „Ursach des wider ihn gefaßten Hasses mit gewesen seyn / und seinen Tod … befördert haben“ könne.

### Nachwirken der venezianischen historiographischen Tradition

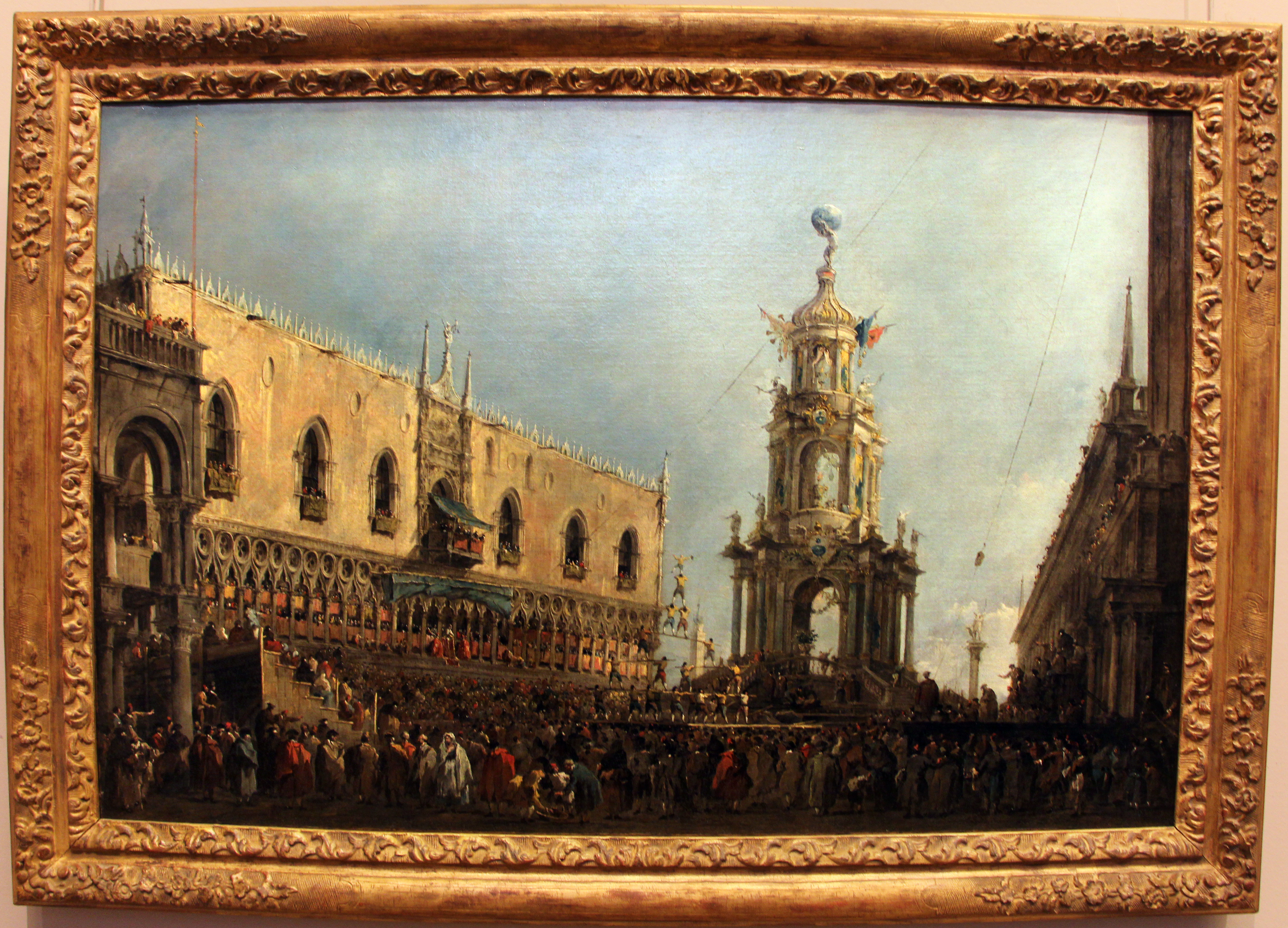
Giovedi grasso, der „fette Donnerstag“, Gemälde von Francesco Guardi (1712–1793) wohl zwischen 1766 und 1770 entstanden, Öl auf Leinwand, 67 mal 100 cm, Louvre, Raum 23

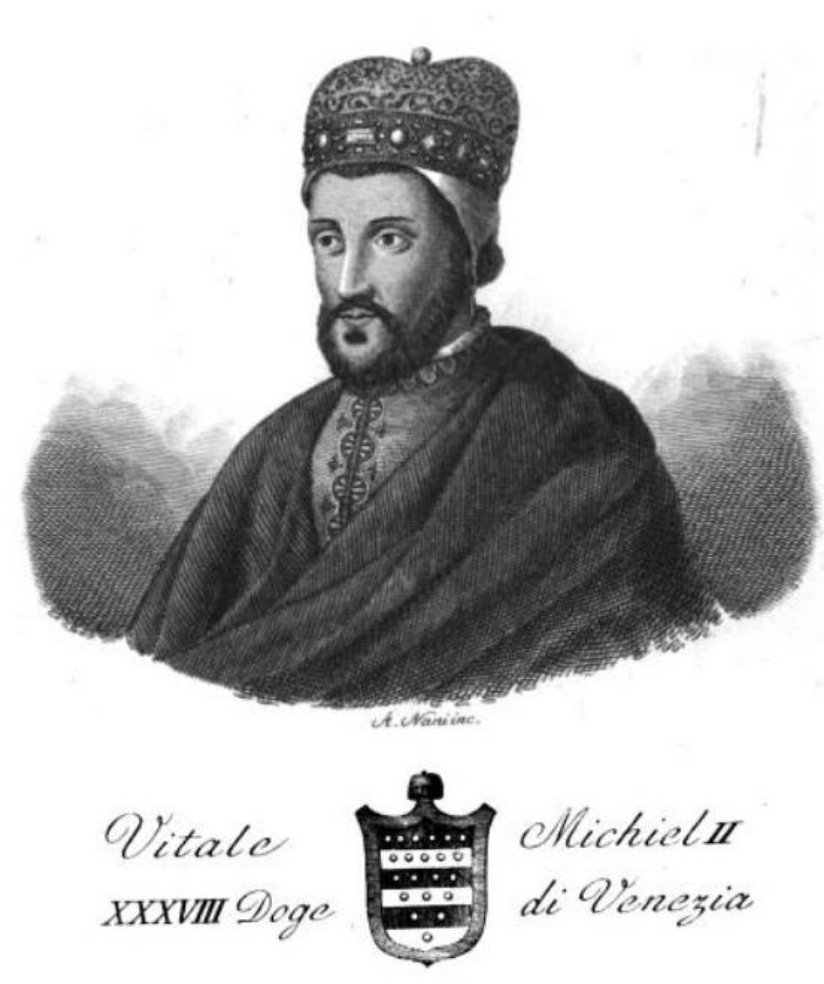
Phantasiedarstellung des Dogen aus der Zeit vor 1834, Antonio Nani: Serie dei Dogi di Venezia intagliati in rame da Antonio Nani. Giuntevi alcuni notizie biografiche estese da diversi, Bd. 1, Merlo, Venedig 1840, o. S. (Google Books)

Johann Friedrich LeBret publizierte zwischen 1769 und 1777 seine vierbändige Staatsgeschichte der Republik Venedig, worin er im 1769 erschienenen ersten Band konstatiert, dass der Nachfolger des Dogen zwar den Mörder seines Amtsvorgängers hinrichten ließ, doch „nichts ängstigte ihn mehr, als die Schuldenlast, in welche der Staat durch den vorigen Fürsten gestürzet worden.“ „Die Schatzkammer hatte große Summen zu entrichten, und die Einnahme war gering.“ Demzufolge „belegete man alle Capitalien mit Sequester, übergab die Verwaltung der Gelder einem Procurator des heil. Markus, und befriedigte die Gläubiger mit der Versicherung, daß, so bald sich der Staat wieder in etwas würde erholet haben, ihre Anforderungen befriedigt werden sollten.“ LeBret bezeichnet dies als „ersten Staatsbanquerott der Venezianer“ (S. 362). „So weit hatte sie Immanuel gedemüthiget“. Ganz im Gegensatz zu diesem düsteren Ergebnis seiner Regierung gelang Vitale Michiel zu Anfang seiner Regierung beinahe alles, wie LeBret resümiert: „Vital Michieli, der zweyte, war ein Regent, der mit Ueberlegung alle Gefahren abwog …, der sie mit einer besonderen Gegenwart des Geistes abwandte, den Feinden kühn entgegen gieng, die wichtigsten Kriege führete, und den Kaisern der Griechen und der Deutschen muthig trotzete“ (S. 321). Er versuchte demnach „die erbitterten Feinde seines Staates“ gleich zu Anfang zu befrieden, „weil er vorher sah, daß er mit viel wichtigern Feinden würde zu streiten haben.“ Das Übereinkommen mit Pisa erfolgte demnach, weil Friedrich I. schon am 22. Oktober 1154 in die Lombardei gekommen war. Dabei „scheint, sie [die Venezianer] haben es nicht ungern gesehen, daß die stolze Stadt Mayland ein wenig gedemüthiget würde, ob sie wohl ihren völligen Umsturz nicht gewünschet hatten.“ Der Kaiser erschien am 6. Juni 1158 wieder in Italien, am 6. August begann die Belagerung Mailands, am 8. September folgte dessen Kapitulation. Doch damit war der Kampf nicht ausgestanden. 1162 wurde Mailand zerstört, der Papst floh nach Frankreich, das sich, ebenso wie England, für Alexander III. erklärt hatte; als sich Venedig auf seine Seite stellte, kündigte Friedrich alle Verträge auf, betrachtete Venedig als Reichsfeind. „Und wenn wir dem Dandulus Glauben beymessen, so fielen die Statthalter von Verona, Ferrara und Padua das Castell Capo d’Argine feindlich an.“ Da auch Adria sich an „Streifereyen“ um Loreto beteiligt hatte, vertrieben die Venezianer nicht nur die Truppen der Statthalter, sondern brannten auch die Umgebung von Adria nieder. Der Doge suchte Verhandlungen mit den oberitalienischen Städten, die sich „dem deutschen Despoten entgegen“ stellten, „und die Freyheit Italiens vertheidigten“. „Padua, Vicenza, Verona schüttelten das tyrannische Joch ab“, Friedrich musste sich nach Pavia zurückziehen. In diesen Zusammenhang stellt LeBret auch den Angriff des Patriarchen „Ulrich von Aquileia“. Die Trevisaner versuchten dem Patriarchen zu Hilfe zu eilen, „Weil sie aber die Wege auf diesen Gewässern nicht kannten, so wurden sie von den Venetianern überfallen, und niedergehauen.“ „Der Patriarch mit sieben friaulischen Edelleuten“ wurde in Venedig gefangen gesetzt, der Kaiser zog wieder nach Norden über die Alpen. Bei LeBret mussten die Gefangenen zusagen, jedes Jahr einen großen Ochsen und zwölf große Schweine und zwölf Brotlaibe in Erinnerung an dieses Ereignis abzuliefern (S. 324). Später wurde, so LeBret, die „Zerschmetterung der Castelle durch den Doge“ abgeschafft, zu seiner Zeit blieb ein „artiges Castell“ aus dem ein Feuerwerk entzündet wurde. Zu LeBrets Zeit waren zudem Schweine aus Venedig verbannt, so dass nur noch vier Ochsen enthauptet wurden; ihr Fleisch ging in die Armenhäuser. 1165 entstand der Lombardische Städtebund, den Venedig nun offen unterstützte. England und auch Byzanz sagten Mittel zum Wiederaufbau Mailands zu, Manuel schrieb sogar den nach Benevent geflohenen Papst an. Friedrichs Heer hingegen litt nach dem Zug nach Rom unter der „Pest“. Derweil versuchte Manuel mit König Wilhelm von Sizilien einen durch Verehelichung seiner Tochter Maria untermauerten Friedensvertrag zu erreichen, doch Wilhelm lehnte ab, was wiederum Manuel auf Rache sinnen ließ. Venedig sah sich in der Gefahr, wenn es die Nachfrage nach Unterstützung durch Byzanz ablehnte, zwischen beide Kaiserreiche zu geraten. Doch der Frieden mit Wilhelm sowie die Zusammenarbeit mit Lombarden und Papst schienen Venedig wichtiger zu sein. Der Doge, der die byzantinischen „arglistigen und blutdürstigen Absichten wohl kannte, fand für nöthig, allen Venetianern den Zugang in das griechische Gebieth auf das ernstlichste zu untersagen.“ Tatsächlich verband sich Manuel mit Ancona. Dort verlangte Erzbischof Christian von Mainz die Auslieferung der Gesandten. Nun nahm der Doge Kontakt zu den Deutschen auf, die er unterstützen wollte, wobei seine sechs venezianischen Galeeren fünf byzantinische kaperten. Die dort vorgefundenen beiden Venezianer ließ der Doge aufhängen. Dennoch widerstand Ancona der Belagerung. Damit war auch dieser Versuch gescheitert, Venedig zu schaden. Daher versuchte Manuel es nun in Dalmatien. Maria, die schon Wilhelm „angebothen“ worden sei, wurde nun mit König Stephan von Ungarn verheiratet. Venedig habe in Dalmatien „mit aller Behutsamkeit regieret“. So gestattete man den dortigen „Bürgern“ „ihre Prioren sich selbst zu wählen“, die drei Städte Zara, Apsara und Arbe wählten dazu sogar venezianische Adlige, schließlich zwei Dogensöhne. Diese Söhne des Dogen heirateten ungarische Frauen. Stephan besetzte nun Städte an der Küste, wie Sebenico, in Zara wurde der venezianische Graf, Sohn des vorherigen Dogen, vertrieben: „Der Erzbischof der Stadt warf sich zum Grafen auf, und zog die weltliche Herrschaft an sich“. Der Doge „gieng mit dreißig Schiffen unter Segel“, musste das Unternehmen aber „wegen der anconitanischen Landung“ abbrechen. Erst danach belagerte eine neue Flotte die Stadt, worauf die Ungarn flohen und die Venezianer unter Domenico Morosini 200 Geiseln aus „von den Edlern“ mitnahmen (S. 329). Zu Manuel meint LeBret: „Europa hatte damals keinen arglistigeren Regenten, als ihn.“ „Nun stellete er sich auf einmal an, als ob es ihm unendlich leid wäre, daß er mit dieser Republik in solche Mishelligkeiten geraten“. So bot er den Venezianern an, seine Häfen wieder für sie zu öffnen. Dies mochte der Doge nicht allein entscheiden, „sondern berief die ganze Versammlung des Volkes zusammen … Die Neigung des Volkes bestimmte den Dogen, sein Verboth aufzuheben.“ Die beiden Gesandten Ziani und Malipiero waren jedoch kaum in Konstantinopel, als alle Venezianer verhaftet wurden – was der Kaiser noch vor den Gesandten verleugnet habe. „Der 12te März des Jahres 1171 war der Tag, an welchem die Griechen den Befehl ihres Kaisers aufs genaueste befolgeten.“ Trotz dieser dramatischen Ankündigung liefert der Autor ein differenziertes Bild des Vorganges, denn zunächst sollten diejenigen, die mit den angesehenen Häusern im Staat verschwägert waren, einen Treueid schwören. Als es zu Plünderungen und Zerstörungen kam, ordnete der Kaiser die Wiedergutmachung an. Erst als die Venezianer drohten, es wieder so zu machen, wie zur Zeit des Vaters des Kaisers, ließ er die Venezianer im ganzen Reich verhaften. Der Doge versuchte zu verhindern, dass sich die Nachricht herumsprach, und es zu Tumulten kommen würde, doch dann kamen 20 Schiffe mit Geflohenen an, und „nun fieng der Pöbel an, also zu wüthen, daß die ganze Stadt von Geschreye ertönte.“ Es wurden 100 Galeeren und 20 Transportschiffe ausgerüstet. „Währender Zeit seiner Abwesenheit sollte sein Sohn, der Graf Leonhard, die Stelle seines Vaters versehen“ (S. 331). Im September segelte die Flotte nach 100 Tagen Rüstzeit ab, die Istrier und Dalmatier stießen mit 10 Galeeren zu ihnen. 30 Galeeren zerstörten Trau, die übrigen „segelten gegen Scio“. Ragusa hatte die kaiserliche Flagge aufgezogen, zog sogar mit Schiffen gegen die Flotte. Als ein erneuter Sturm vorbereitet wurde, ergab sich die Stadt, musste daraufhin den Treueid schwören, der Erzbischof musste sich dem Patriarchen von Grado „unterwerfen“. Der Statthalter von Negroponte machte den Dogen glauben, der Kaiser habe nur die Schuldigen bestrafen wollen, die Unschuldigen würde er auf freien Fuß setzen. So verlor der Doge durch Verhandlungen entscheidende Zeit. Ausdrücklich folgt LeBret der Schilderung des Chronisten und Dogen Andrea Dandolo, der glaubte, Vitale Michiel habe durch seine Einfalt „sein Vaterland der allergrößten Gefahr ausgesetzt.“ Weder erklärt LeBret, welche Schuldigen und Unschuldigen der Kaiser gemeint, noch, ob die ausdrückliche Nennung eines Unterhändlers, der Griechisch verstand, eine Bedeutung gehabt haben könnte. Schließlich zog der Doge zur Überwinterung in das frisch eroberte Chios, habe das Kaiserreich in Erwartung der Rückkunft seiner Gesandten angeblich in Ruhe gelassen. Manuel sagte den Gesandten zu, einen Frieden schließen zu wollen, doch erhielt der von ihm mitgeschickte Unterhändler geheimen Befehl, so LeBret, die Verhandlungen hinauszuzögern. „Der griechische Gesandte lernete nun die ganze Stärke und die Schwäche des Dogen kennen.“ Inzwischen „schmachtete“ sein Heer „und wurde von der Pest ergriffen“. Mit Blick auf die angebliche Vergiftung des Trinkwassers meint LeBret nur: „ein Geschichtsschreiber, der alle pöbelhafte Sagen glauben will, mischet sich selbst unter den Pöbel. Die Folge zeiget vielmehr, daß die Pest den Dogen auf allen Inseln verfolget, und daß sein Heer dieselbe so gar mit sich nach Venedig gebracht“ (S. 333). Der Doge „sah seine tapferen Streiter wie die Mücken fallen“. Manuel ließ ihm sein Bedauern ausdrücken, wodurch er ihn, so der Autor, noch verspottete. Schließlich musste der Doge dem Wunsch seiner verbliebenen Mannschaften nachgeben und mit 17 Galeeren heimfahren. Auch LeBret schildert die Giustiniani-Legende, nach der jener Mönch und letzter des Clans, aus San Nicolo di Lido, seine Tochter Anna heiratete, die acht Söhne zur Welt brachte. „Das Volk schrye endlich nach einem Opfer dieser allgemeinen Bestürzung“, man warf dem Dogen „Nachläßigkeit“ vor, „schrye über ihn als den Verräther des Vaterlandes“: Es sei, so LeBret, „nichts leichter, als den Pöbel in Venedig in Gährung zu bringen.“ „Man drang mit gewaffneter Hand in den Palast ein“, variiert der Autor die Abfolge, der Doge floh „aus dem Pallaste durch die hintere Thüre hinaus“ Richtung San Zaccaria. Aber „auch hier verfolgete ihn der rasende Pöbel, und einer der frechesten stieß ihm den Dolch in den Leib“. Er starb schließlich in den Armen eines Priesters, der ihm von San Zaccaria her entgegenkam, das er noch versucht hatte, zu erreichen. „Kaum war er verschieden, so gieng die erhitzte Nation wieder in sich“, glaubt LeBret. Und: „Alle rechtschaffene Bürger verabscheueten die Verletzung der öffentlichen Majestät“. Man bedauerte, den Fürsten nicht vor dem Pöbel habe schützen zu können. Insgesamt, so der Autor, war dies der Zeitpunkt, als man verstärkt versuchte, der „Willkühr und der Leidenschaft entweder des Fürsten oder des Pöbels“ Grenzen zu setzen. „Die ganze Verfassung wurde geändert; die Frechheit des Volkes wurde gedämpfet; die willkürliche Macht der Fürsten eingeschränket, und die höchste Gewalt einer zahlreichen Versammlung von Edeln mitgetheilt, welche wieder durch feste Gesetze umzäunet, und zu einem bestimmten Ziele geleitet werden sollten“.
Dass LeBret lange kaum rezipiert wurde, erweist sich noch Jahrzehnte später an der nachfolgenden Geschichtsschreibung. Zwar glaubt in seinem Il Palazzo ducale di Venezia von 1861 auch Francesco Zanotto, das Volk sei immer ‚leichtgläubig weil unwissend‘ („credulo perchè ignorante“) und ‚wankelmütig wie die See‘, dies manifestiere sich in „tumulti ed atti violenti“, in ‚Tumulten und Gewalttaten‘ (S. 103). Auch sei dem Dogen unmittelbar nach seiner Wahl im Februar 1156 der Ausgleich mit Pisa gelungen, doch was er besonders hervorhebt, ist die Krönung Barbarossas in Monza mit der „corona italica“, ebenso wie die Verteidigung von Crema, die für den Verfasser zu den ‚erinnerungswürdigsten und ruhmreichsten der italienischen Geschichte‘ gehörte. Während des Schismas rief Barbarossa die besagten Städte auf, gegen Venedig vorzugehen, doch mussten sich Paduaner, Veronesen, Ferraresen und Trevisaner gleichermaßen unter schweren Verlusten zurückziehen. Genauso berichtet Zanotto vom Patriarchen von Aquileia, vor dem sein Amtskollege Enrico Dandolo aus Grado nach Venedig fliehen musste, von dessen Niederlage und Gefangennahme. Schließlich folgen Ochse und Schweine zum Giovedi grasso. Dieses Fest habe, so vermerkt Zanotto nach ausführlicher Beschreibung, reformiert unter Andrea Gritti (1523–1538), bis zum Ende der Republik, also bis 1797 bestanden. Kaum war dieses Unternehmen beendet, so der Autor, rebellierte Zara, das sich nicht dem Patriarchen von Grado unterstellen wollte, aber auch angetrieben vom ungarischen König. Vor der dogalen Flotte von 30 Galeeren flohen die Ungarn, „abbandonando tende e bagaglie“, ‚Zelte und Gepäck aufgebend‘. Der vertriebene Domenico Morosini wurde wieder als Conte eingesetzt, 200 Geiseln begleiteten den Dogen. Ausführlich erläutert Zanotto die rechtlichen Veränderungen auf Veglia, Arbe und Ossero, den Inseln der Kvarner-Bucht, um zu erklären, dass der König von Ungarn an diesem Bollwerk der venezianischen Macht nicht vorbeikam, sondern über Eheprojekte versuchte, Einfluss zu gewinnen. Hingegen geriet Venedig angesichts der zweiten Eroberung Mailands und der Flucht des Papstes nach Frankreich dermaßen unter kaiserlichen Druck, dass es praktisch nur noch über die Adria handeln konnte, ja, dass Venezianer ihre Stadt nur noch über See verlassen konnten („sicché ridotti erano, a non poter uscir che per mare“, S. 100). Dies war nach Zanotto der Grund, warum Venedig das Bündnis sowohl mit den Normannen, als auch mit Byzanz suchte, und warum Venedig die Lega mitfinanzierte. Barbarossa seinerseits sei über die Alpen gezogen, um ein neues Heer zusammenzustellen. So kehrte der Papst zurück, voller Dank für die Venezianer, die die Kirchenmänner aufgenommen hatten, die von den ‚Schismatikern vertrieben worden waren‘. Für Venedig war all dies so teuer geworden, dass man eine Anleihe von 1150 Silbermark auflegen musste, wofür die Einnahmen aus dem Rialtomarkt auf 11 Jahre verpfändet wurden. Der am 17. April 1167 in Pontida verschworenen Lega gelang die Vertreibung des kaiserlichen Podestà aus Mailand, dann fielen Lodi und Trezze. Doch Friedrich kehrte zurück, bestrafte Bergamo und Brescia, zog nach Rom, wo er sich nochmals krönen ließ, während Alexander III. nach Benevent floh. Doch der Zorn Gottes habe den Kaiser in Form einer Epidemie getroffen, seine Männer forderten die Rückkehr, so dass das brandschatzende Heer durch die Lombardei nach Norden abzog. Zu Ehren des Papstes gründeten die Lombarden die Stadt Alessandria. – In Venedig kam es 1157, 1161 und 1165 zu Ausbrüchen der Pest, am 15. Dezember 1168 zu einem gewaltigen Stadtbrand, wobei der Autor auf Sanudo verweist. Nun erst kommt Zanotto zu Manuel I., der versucht habe, Italien zu gewinnen, wo er Ancona ermunterte, sich gegen Friedrich zu stellen. Auch suchte er, an die alte Freundschaft und die Privilegien erinnernd, die Unterstützung Venedigs bei diesem Vorhaben. Als dies Venedig ablehnte, ermunterte der Kaiser die Anconitaner zur Piraterie. Erst dann habe sich Manuel ‚offen als Feind gezeigt‘, der nach Trau, Ragusa und Spalato griff – „e pose a ruba quelle infelici città“ (‚überließ diese unglücklichen Städte dem Raub‘). Nun wollten ihrerseits die Venezianer den Krieg. Die Stadt sei in „sestieri“ aufgeteilt worden, jedes sestiere in „parrocchie“, in Kirchsprengel, jede wiederum wurde mit Zwangsanleihen belastet. Diese wurden zu 4 % verzinst, zahlbar in zwei Jahresraten, die von der Camera degli imprestidi verwaltet wurden, einer Einrichtung, die bis zum Ende der Republik bestanden habe. Hier verlegt Zanotto diese Einrichtungen um einige Jahre vor, deren Kern erst nach der Katastrophe von 1171 entstanden ist. Konventionell berichtet der Autor vom Bau der Flotte und überaus knapp vom Fortgang der Operationen. Doch muss er schon den rhetorischen Kniff anwenden, dass mehr als ein Chronist berichte, dass die Griechen das Wasser vergiftet hätten, was wiederum die „epidemia“ ausgelöst habe, der ‚die Besten‘ zum Opfer gefallen seien, ohne Ruhm („perivano ingloriosi“). Auch fehlt nicht die Giustiniani-Legende, wobei diesmal der Mönch Nicolò Giustiniani und die Dogentochter Anna Michiel sechs Söhne und drei Töchter hatten. Die Eltern gingen, fromm wie sie waren, danach beide in Klöster, er kehrte zurück, sie ging nach San Girolamo, beide wurden Selige. Die Epidemie zwang den Dogen nach Tumulten umzukehren, sie wurde in die Heimatstadt eingeschleppt. Der Doge wollte sich vor der Versammlung rechtfertigen, doch es gelang ihm nicht, den Tumult zu beruhigen. Er versuchte, nach San Zaccaria zu fliehen, doch wurde er von einigen der „più disperati“ umgebracht („ucciso“).
Weniger erzieherisch-moralisierend als LeBret, dafür mit nationalerem Grundton versehen, jedoch quellenkritisch versierter als Zanotto, deutete Samuele Romanin die auch zu dieser Epoche noch dürftigen und widersprüchlichen Quellen. Dabei übernahm er allerdings unkritisch sehr viel spätere Angaben aus Handschriften, die er eingesehen hatte, insbesondere was die innere Verfasstheit Venedigs anbetrifft, nutzte immerhin gelegentlich byzantinische Chronisten. In jedem Falle bemühte er sich sehr viel mehr, die Hinweise auf das Leben des Dogen in den weiteren historischen Zusammenhang einzuordnen, wie er im 1854 erschienenen zweiten der zehn Bände seiner Storia documentata di Venezia auf 19 Seiten zeigte. Insbesondere Italien habe in dieser Zeit die allergrößte Aufmerksamkeit gefordert, „la massima attenzione“. Erst 1158 habe sich diese angespannte Erwartung mit dem Italienfeldzug Barbarossas gelöst, ‚vier Divisionen‘, denen sich die Feinde Mailands anschlossen. Friedrich zwang den Mailändern einen Vertrag auf, doch als sie keine eigenen consules mehr wählen durften, sei es zur Rebellion gekommen. Von Bologna aus erfolgte der erneute Bann gegen Mailand. Mit der Wahl Alexanders III., eines Guelfen, kam es zur Einsetzung Oktavians IV., eines ghibellinischen Gegenpapstes. Venedig stellte sich auf die Seite Alexanders, ähnlich wie die meisten Mächte. Mailand musste nach neunmonatiger Belagerung am 1. März 1162 kapitulieren, die Stadt wurde zerstört. Nun habe sich Friedrich Venedig zugewandt, indem er die Nachbarstädte aufhetzte, aber auch Aquileia. Dessen Patriarchat war durch Papst Hadrian die Obödienz über die Städte Dalmatiens zugunsten des Patriarchen von Grado entzogen worden, was Ulrich als ‚Motiv oder Vorwand‘ genügt habe, wie Romanin konstatiert (S. 76). Enrico Dandolo musste aus Grado fliehen, doch sei ihm durch Bernardo Corner bei San Silvestro ein Gelände für einen Palastbau zur Verfügung gestellt worden. Nun fügte eine venezianische Flotte „Ulrico“, dem Patriarchen von Aquileia, die besagte Niederlage zu. Die genannten Feierlichkeiten zum Giovedi grasso seien, so Romanin, bis in die Zeit des Dogen Andrea Gritti (1523) jährlich abgehalten worden (S. 75). Schon seit 1420, schließlich sei Aquileia bereits in diesem Jahr an Venedig gekommen, habe der „tesoro del Comune“ die Kosten für diesen nicht mehr einlaufenden Tribut übernommen. 1550 wurde dann das Schlachten der Schweine und die Zerstörung der hölzernen Burgen beendet, um die Feierlichkeiten ‚würdiger‘ zu gestalten. König Stephan von Ungarn habe Zara zur Rebellion beredet, 30 Galeeren hätten die Stadt belagert, die zu Hilfe gekommenen Ungarn seien geflohen. Alle Bewohner ab zwölf Jahren aufwärts mussten nun einen Treueid schwören. Dem im Triumph heimgekehrten Dogen trug eine „numerosissima deputazione di nobili“ an, den Conte von Zara zu bestimmen. Dieser habe sich für den Sohn des Dogen Domenico, jenen Domenico Morosini entschieden (S. 76). 1162 verfügte der Doge zudem die „investitura“ der Grafschaft Veglia an Bartolomeo und Guido, die Söhne des vorhergehenden Grafen Doimo. Dafür mussten sie allerdings jedes Jahr die Summe von 300 „bisanti d’oro“ zur Verteidigung der Insel aufbringen, sie durften nicht mehr wesentliche Dinge konfiszieren, wie Boote oder Esel, und sie mussten die Legaten aus Venedig unterhalten. Als Quelle hierfür nennt Romanin in einer Fußnote „Cod. DLI, ct. VII it. alla Marciana“ (S. 77, Anm. 1). Arbe durfte vier eigene Kandidaten unter seinen Bürgern wählen, oder aber zwei Venezianer, von denen der Doge einen aussuchte. Nominiert wurde Nicolò, einer der Söhne des Dogen. Die entsprechende Urkunde hält Romanin deshalb für bedeutend, weil sie mit Blei besiegelt sei. Damit erweise sich, dass schon vor Alexander III., der dieses Recht Sebastiano Ziani eingeräumt habe, Bleisiegel in Gebrauch gewesen seien. Einem weiteren Sohn des Dogen, Leonardo, fiel die Insel Ossero zu. Im Ablauf dieses Vorgangs zeige sich, so Romanin, der immer noch erhebliche Einfluss des „popolo“. Ehekontrakte führten schließlich zum Friedensschluss mit Ungarn. – In Oberitalien war Venedig hingegen vom Handel abgeschnitten. Gegen die dortige Übermacht kam ein Bündnis mit Byzanz und Sizilien zustande. Friedrich teilte im Gegenzug großzügige Privilegien an die Verbündeten in Genua, Mantua und Ferrara aus. Alexander III., der 1162 nach Frankreich geflohen war, wurde von König Wilhelm nach Rom zurückgebracht. Der Papst bedankte sich bei den Venezianern dafür, dass sie den vor den ‚Schismatikern‘ geflohenen Kardinälen und Bischöfen Asyl gewährt hätten. Angesichts all dieser Aufwendungen wurde in Venedig 1164 erstmals ein „prestito“, eine Anleihe aufgelegt. Den davon betroffenen reichen Venezianern wurden die Einnahmen aus dem Rialtomarkt auf elf Jahre verpfändet. Dabei hatten Sebastiano Ziani 2 Anteile, ebenso wie Aurio Mastropiero. Neben diesen beiden späteren Dogen zeichneten Annano Quirini, Cratone Dandolo, Tribuno Barozi, Pietro Memo, Giovanni Vaizo, Marco Grimani, Angelo di Ronaldo für einen Teil („parte“), Aurio Auro für einen halben „carato“, einen ebenso großen Anteil, wie ihn Leone Faletro und Pietro Acotanto gemeinsam aufbrachten. Wieder bezieht sich der Autor auf den besagten Marciana-Kodex (S. 79). Um den Handel nach Anatolien auszuweiten, wurden Verträge mit türkischen „principi“ geschlossen. ‚Noch ohne das Wort Unabhängigkeit vom Reich‘ aufzugreifen, so Romanin, verbanden sich zahlreiche oberitalienische Städte in einem Versprechen gegenseitiger Hilfe und zum Wiederaufbau Mailands. Die kaisertreue Stadt Lodi musste sich ergeben, die Mauern Mailands erstanden neu, der in Trezze befindliche Schatz wurde erbeutet. Nun zog Friedrich nach Rom, Alexander flüchtete sich nach Benevent. Doch dann grassierte eine Epidemie – sie kostete Tausende das Leben – in der kaiserlichen Armee, die sich unter größten Verwüstungen „in Germania“ zurückziehen musste (S. 81). Die Städte der Liga, die nun „Concordia“ hieß, verbanden sich 1167 unter einem gemeinsamen Eid wechselseitiger Hilfe, zugleich schworen die Gesandten, keinen Separatfrieden abzuschließen. Die Venezianer schworen, die Liga mit ihrer Flotte zu unterstützen. Kaiser Manuel versuchte in Italien Fuß zu fassen, doch war er dazu auf die Genuesen und die Pisaner angewiesen, denn Venedig unterband entsprechende Versuche in Ancona. Der byzantinische Gesandte in Venedig, „Niceforo Calufo“ habe die Venezianer an die guten Beziehungen und die „favori“ erinnert, doch habe man in Venedig nur „belle parole“ gegeben, ‚schöne Worte‘. Der Gesandte habe daraufhin die Anconitaner zur Piraterie aufgefordert, doch seien sie gegen die Venezianer unterlegen, ihre Kapitäne Jacopa da Molino und Guizzardino (oder Guiscardo) seien hingerichtet worden. Als nun Byzanz fast ganz Dalmatien besetzte, brach Venedig die Handelskontakte ab (S. 82 f.). Seit den schweren Beleidigungen durch die venezianischen Soldaten bei der Belagerung von Korfu habe, so Romanin, Manuel ‚einen tiefen Groll‘ gegen Venedig empfunden, „un profondo livore“. Doch die Völker seines Reiches seien inzwischen so abhängig von den venezianischen Händlern geworden, dass er versucht habe, sie zu beruhigen, sich auszusöhnen. Die Unterhändler Sebastiano Ziani und Aurio Malipiero habe der Kaiser versichert, dass jemand, der einen Venezianer angreife, getötet werde. Unter verschiedenen Vorwänden jedoch ließ der Kaiser Truppen in der Hauptstadt sammeln, um in einem günstigen Moment, am 12. März 1171, alle Venezianer verhaften und ihr Eigentum und ihre Waren konfiszieren zu lassen. In Venedig war die Fassungslosigkeit („sbigottimento“) groß (S. 83). Allseits habe man ‚Krieg, Krieg geschrien‘. Alles Notwendige wurde für eine „giusta vendetta“ gegeben, für eine ‚gerechte Rache‘. Dann führt Romanin die ersten Maßnahmen auf, wie die Einteilung der Stadt in „sestieri“ und „parrocchie“, die zu Zwangsanleihen („prestito forzato“) herangezogen worden seien (die tauchen allerdings erst ab 1207 auf). Auch bei den weiteren Bestimmungen, wie der jährlichen Rendite von „4 per cento“, deren Auszahlung jeweils im März und September begonnen habe, und schließlich bei der Einrichtung der „Camera degl’imprestidi“ bringt er diese neuen Maßnahmen und Strukturen mit diesen Ereignissen in Zusammenhang. Romanin beruft sich bei den weiteren Ausführungen zum Finanzierungsverfahren für die gegen Byzanz ausgestattete Flotte auf die „Vecchia Cronaca e Zancaruola“, auf Gallicciolli und die „Cron. Magno. Cod. DXIII cl. VII it.“ (S. 84 f.). Es sei, so der Autor, der erste „Banco nazionale“ Europas entstanden, der zudem „Obbligazioni di Stato“ ausgegeben habe. Auf diese Belastungen der Händler führt der Autor zudem den Widerwillen gegen den Dogen zurück, der am Ende zu seiner Ermordung geführt habe (S. 86). Schließlich schildert Romanin den Aufbruch der „potentissima flotta“ unter dem Kommando des Dogen, während sein Sohn Leonardo als „vice-doge“ zurückblieb (ab S. 87). Obwohl, so Romanin, der Doge um die „slealtà“, die ‚Treulosigkeit‘ des Kaisers hätte wissen müssen, ließ er sich immer wieder auf Verhandlungen ein; dies sei ein „gravissimo errore“ gewesen. Mangelnde Disziplin und die Enge auf den Schiffen hätten die besagte Epidemie verursacht, dem Kaiser sei zudem vorgeworfen worden, die Brunnen habe vergiften zu lassen. Auch der Luftwechsel („per cambiare l'aria“) habe nicht geholfen. Auch hier kam niemand aus der hundertköpfigen Giustiniani-Familie zurück, auch hier durfte Nicolò heiraten, um Kinder zu zeugen (S. 89). Die „peste“ verbreitete sich nach der Rückkehr auch in Venedig, der Doge berief eine Versammlung ein, um sich zu rechtfertigen. Doch er floh, als er sich bedroht sah, wurde jedoch am 28. Mai von den ‚Zornigsten‘, den ‚più arrabbiati‘, nahe San Zaccaria ermordet.
Quellenkritisch versierter argumentiert Heinrich Kretschmayr 1905 im ersten Band seiner dreibändigen Geschichte von Venedig. Er verdeutlicht sehr viel klarer, dass spätestens mit dem Vertrag mit Wilhelm von Sizilien 1154/55 Venedig eine Art „Interessensphäre“ in der Adria abgesteckt hatte, die nördlich von Ragusa begann (S. 240). In diese waren byzantinische Truppen bereits 1151 eingebrochen, als sie in Ancona standen. Mit dem besagten Vertrag gab Venedig den Normannen „die griechische Küste südwärts von Ragusa preis“. Fast zur gleichen Zeit bestätigte Barbarossa den Venezianern ihre Privilegien vor Galliate bei Novara am 22. Dezember 1154. 1157 überbrachte eine Delegation dem Kaiser auf dem Reichstag von Besançon Glückwünsche vom neuen Dogen Vitale Michiel. Und 1156 verstand man sich zudem mit Pisa. Kretschmayr resümiert: „Friede ringsum; das war das unerwartete Resultat des griechischen Einbruchs in Ancona“. Beim Regierungsantritt Vitale Michiels stieß nur die „Ermäßigung der Handelszölle von 10 % auf 4 % an die Genuesen im Jahre 1155“, die die Pisaner schon seit 1111 genossen, unangenehm auf. Selbst als Manuel 1157 erneut Truppen nach Ancona legte, störte dies den Frieden nicht. Bei der Beherrschung der Adria spielte die Frage der Unterstellung unter das Patriarchat von Grado eine wesentliche Rolle. Dieser wurde zunehmend zu einem Patriarchat von Venedig; so nannte sich dieser 1177 in einer Urkunde Friedrichs I. vom 3. August 1177 erstmals „patriarcha Venetus“ (S. 243). Ab 1155 war er Primas von Dalmatien, 1157 erhielt er „das Recht, in Konstantinopel und anderen Griechenstädten … Bischöfe einzusetzen und zu weihen“ (S. 244). Während Arbe, Veglia und Ossero 1139 noch dem Erzbistum Spalato unterstellt waren, lagen sie 1154 bereits im Obödienzbereich von Grado. Der Papst unterstellte sie dem Erzbistum Zara, das 1155 wiederum Grado unterstellt wurde. Der Streit um Istrien zwischen Grado und Aquileia endete erst 1180, so dass Grado nur das Seeland und der Primat von Dalmatien verblieb. Kretschmayr setzt fort: „Venedig erlebte um die Mitte des 12. Jahrhunderts seinen Investiturstreit“ (S. 246). Dabei sei der Patriarch Enrico Dandolo, etwa als er die Einmischung des Dogen in die Wahl der Äbtissin von San Zaccaria zurückwies, als Gegner des Dogen Polani aufgetreten, musste 1148 sogar fliehen, als er dessen griechenfreundliche Politik bekämpfte. Erst Domenico Morosini verzichtete auf die Einmischung in die geistlichen Wahlen. Der Preis dafür sei die Entfernung des Klerus aus dem politischen Leben gewesen. Aber auch der Doge war bald kein Monarch mehr, sondern es begann die Umwandlung des Amtes „zu einer Art obersten Beamtenstellung“. Dies war, so der Autor, im Schatten des Friedens der 1150er Jahre möglich geworden. – Der Bruch dieses Friedens erfolgte durch die Machtansprüche Barbarossas gegen die oberitalienischen Kommunen, die er im November 1158 in Roncaglia einforderte. Venedig, noch 1157 in gutem Einverständnis mit Friedrich, vernahm Gerüchte, dieser wolle auch Griechenland seinem Reich einverleiben, 1160 erfolgte die Zerstörung von Crema, am 24. August verhängte Papst Alexander III. den Bann über Friedrich. Doch noch im Oktober 1161 hielten sich kaiserliche Gesandte in Venedig auf. Erst im Frühjahr 1162 eröffnete Friedrich auch Feindseligkeiten gegen Venedig, wohin viele Kleriker geflohen waren, wie Alexander nach Frankreich. Die besagten Angriffe und Gegenschläge um Cavarzere erfolgten, Venedig wurde einer Handelssperre unterworfen, hingegen Pisa und Genua privilegiert. Venedig schloss sich dem Bündnissystem an, dem alle Feinde des Staufers angehörten, auch Kaiser Manuel, der „gleich dem Staufer an seinen imperialistischen Plänen“ festhielt (S. 250). Manuel schickte als Gesandten Nikephoros Kaluphes nach Venedig, er gewann den Ungarn Dalmatien und Kroatien ab. „Im Jahre 1166 residierte Nikephoros Kaluphes als byzantinischer Dux von Dalmatien vermutlich in Spalato.“ Im April 1164 entstand ein noch geheimer Bund mit Padua, Vicenza und Verona. Friedrich selbst griff nun von Pavia her an, Eberhard von Salzburg von Treviso und Patriarch Ulrich von Aquileja griff Grado an. Letzterer fiel mit „angeblich ihrer 700“ in die Hände der Venezianer. Den Trevisanern sei es wohl nicht viel besser ergangen, der Kaiser konnte nur geringe Erfolge erzielen. Der Patriarch wurde freigelassen, doch erst für 1222 sind zwölf Brote und zwölf Schweine belegt, nach 1312 schließlich auch der besagte Ochse. Ein „zunächst etwas massiv geratenes, von 1520 ab würdiger gestaltetes Volksfest“ erinnerte bis 1797 daran. Trotz der teils offenen Auseinandersetzungen unter den weiträumig gegen den Kaiser Verbündeten gelang es erst im April 1167 den Lombardenbund zu gründen. Barbarossa musste seinen Kriegszug wegen einer Epidemie abbrechen. Venedig war im Bunde ab 1168 von militärischer Hilfe befreit, sollte nur auf dem Meer und den Flüssen gegen den Kaiser kämpfen, gleichzeitig liefen die byzantinischen und sizilischen Subsidien durch seine Hand. Ende 1172 war ganz Oberitalien im Bunde gegen den Staufer. Doch inzwischen spitzte sich der Konflikt mit Byzanz zu. Manuel versprach dem Papst die Vereinigung der beiden Kirchen, wenn er die Krone des Westens und des Ostens erhalte, doch der Papst antwortete ironisch, dann müsse er seine Residenz nach Rom verlegen. Als er abermals Truppen nach Ancona brachte, lehnte Venedig im Dezember 1167 die Flottenhilfe für Manuel ab. Das inzwischen durch Ehekontrakte verbundene Ungarn griff bereits im Winter 1167 auf 1168 das byzantinische Mittel- und Süddalmatien an. Manuel seinerseits forderte die Anconitaner wieder zur Piraterie auf, und er begünstigte Venedigs Handelskonkurrenten aus Genua, das seit 1155 ebenfalls ein Handelsquartier am Goldenen Horn besaß. Dieses hatten Venezianer und Pisaner gemeinsam verwüstet, doch nun, im Oktober 1169, genehmigte Manuel dessen Neueinrichtung. Auch durften sie nun in allen Städten des Reiches handeln. Mit den Pisanern, deren Quartier 1162 außerhalb der Stadt verlegt worden war, kam er 1171 zu freundlichem Vergleich. Ein neuer Angriff auf das Quartier der Genuesen wurde den Venezianern zur Last gelegt – Venedigs Kaufleute „begegneten ihm in seiner eigenen Hauptstadt mit gewalttätigem Hochmut und dreister Ungebühr“. 1170 und 1171 verhandelte er sogar mit Christian von Mainz, bzw. schickte selbst Gesandte nach Köln. Gegen die Ungarn ging er militärisch erfolgreich vor, ebenso wie Venedig, mit dem sich der Ungarnkönig entzweit hatte, weil er die freiwillige Unterstellung Zaras unter seine Herrschaft angenommen hatte. Schließlich die Massenverhaftung vom 12. März 1171. Zunächst stießen die Gerüchte auf Unglauben, doch „angeblich am 20. Mai“ erschienen „einige aus Halmyros entronnenen Schiffe“. „Über den diplomatisierenden Dogen und den Rat hinweg wurde in tumultuarisch zusammengetretener Volksversammlung Krieg verlangt und beschlossen“ (S. 256). Die besagte Flotte – „Mit Recht ist die venezianische Überlieferung stolz auf diese Kraftleistung heimischer Schiffsbaukunst“ – wurde aufgelegt und „Lionardo Michiele, der Comes von Ossero, wurde als Vizedoge mit der stellvertretenden Regierung betraut.“ Dann folgten Trau und Ragusa – bei Kretschmayr ohne den kaiserlichen Turm –, dann „Euböa“. Die Flotte überwinterte auf Chios, „brandschatzte von hier aus die Umgegend.“ Des Weiteren folgten die immer wieder geschilderten, vergeblichen Verhandlungen, schließlich brach eine „pestartige Seuche“ auf Chios aus, „die venezianische Überlieferung erhebt gegen Manuel die ungeheuerliche Anschuldigung, er habe diese durch Vergiftung der Brunnen herbeigeführt“ (S. 256), distanziert sich Kretschmayr stärker als frühere Historiographen. Ende März musste die Flotte nach schweren Verlusten umkehren. Zunächst fuhr sie nach „S. Panachia, nordwestlich von Skyros“, wohin die Gesandten erneut unverrichteter Dinge zurückkehrten. Während abermals Gesandte losfuhren, segelte die Flotte nach Lemnos, dann nach Lesbos, schließlich trieb sie ein Sturm nach Skyros, wo man „am 16. April die traurigsten Ostern“ beging. Nach Kretschmayr waren vielleicht noch 25 bis 30 Schiffe übrig, als die Rückkehr begann. Nur noch am Rande, mit einem Satz, erwähnt der Autor die Giustiniani-Legende, die in der venezianischen Historiographie durchgängig eine erhebliche Rolle gespielt hatte. „In aufgeregter Volksversammlung wurden wilde Verwünschungen gegen ihn [den Dogen] laut. An Leib und Leben bedroht, von seinen Räten verlassen, die sorglich das Weite gesucht, flüchtete er in einer Barke gegen S. Zaccaria. Da wurde er vor der Kirche von einem Marco Casolo erstochen. Es war am 27/28. Mai 1172. In S. Zaccaria fand er auch seine Ruhestätte. Der Mörder wurde dingfest gemacht und gehängt“ (S. 257). Kretschmayr bezweifelt, dass der Doge „jene staatsmännische und militärische Unfähigkeit bekundet“ habe, „deren ihn Dandolo zeiht“. Laut verlässlichen Quellen galt er als klug und geschickt, auch sei er „durch Rücksichtnahmen auf die in den griechischen Kerkern festgehaltenen Landsleute behindert gewesen“ und so fragt er genauso rhetorisch: „hatte nicht ein Missgeschick“, das neun Jahre früher Barbarossa ereilt hatte, „alle seine Absichten zunichte gemacht?“
John Julius Norwich konstatiert in seiner 1977 erstmals erschienenen History of Venice, Vitale Michiel habe den mittleren Pfad seines Vorgängers zunächst weiterverfolgt, doch als Barbarossa verstärkt gegen die Kommunen vorging, sei dies nicht mehr möglich gewesen. Für ihn brauchte es eine führende Macht im Kampf von „liberty against domination, republicanism against imperialism, Italian against German“. Diese Mächte waren das Papsttum und das Königreich der Normannen. Im August 1159 trafen vier der heftigsten Gegner Barbarossas, Mailand, Crema, Brescia und Piacenza in Anagni mit dem Papst zusammen. Gemeinsam mit Gesandten Wilhelms von Sizilien bildeten sie, so Norwich, den Kern der späteren Lega lombarda. Den Tod des Papstes 1159 nutzte der Kaiser, ein Schisma zu erwirken, da er fürchten musste, dass ein frei gewählter neuer Papst die Politik des verstorbenen fortsetzen würde. 1167 überschritt der Kaiser den Zenit seiner Macht, als seine Armee von einer „pestilence“ getroffen wurde, und er allein bis Pavia über 2000 Mann einbüßte. Die Zeitgenossen, so Norwich, betrachteten dies als Strafe für die Entweihung von Sankt Peter und für die Vertreibung des Papstes. In der Atmosphäre wechselseitigen Misstrauens sollten die Venezianer Manuel bei der Wiedereinrichtung des Exarchats Ravenna helfen sowie bei der Einrichtung einer byzantinischen Kolonie in Ancona. Nach Norwich wurde das genuesische Quartier in Konstantinopel Anfang 1171 angegriffen. „Who was responsible we shall never know.“ Am 12. März habe infolgedessen der Kaiser, der auf eine solche Gelegenheit gewartet habe, alle Venezianer in seinem Reich verhaften lassen. Einige konnten allerdings in einem byzantinischen Kriegsschiff fliehen, das ihnen ein in Venedig geborener Angehöriger der kaiserlichen Flotte überließ. Allein in der Hauptstadt „10,000 were seized; and when all the prisons had been filled to bursting point, monasteries and convents were requisitioned to accomodate the overspill.“ Als die Genuesen, so Norwich, erklärten, die Venezianer hätten mit dem Überfall auf ihr Quartier nichts zu tun, erwies sich dieser als bloße Ausflucht. Auch sei die ganze Aktion so gut durchgeführt worden, dass ihr ein Plan zugrunde gelegen haben müsse. „The last of the old ties that had bound Venice to Byzantium were forgotten.“ Nun kam es zu einer ersten Zwangsanleihe, zu deren Eintreibung die sechs Sestieri eingerichtet worden seien. So konnten 120 ‚Segel‘ ausgestattet werden. Auf Euböa erwarteten den Dogen schon byzantinische Gesandte. Vitale akzeptierte ihr Verhandlungsangebot. „It was the worst mistake of his life.“ Während noch verhandelt wurde, „plague broke out in the overcrowded ships and spread with terrible speed.“ Norwich erwähnt die Legende von der kaiserlichen Wasservergiftung gar nicht mehr. Hingegen war des Kaisers Verzögerungstaktik von Erfolg gekrönt. Daher kam zu Vitale Michiels Unglück noch „shame and humiliation for his gullibility in falling into so obvious a trap“. „The fleet, or what remained of it, was on the brink of open mutiny.“ Nach der erzwungenen Rückkehr, wurde er, so Norwich, „heard in tight-lipped silence“, in ‚schmallippiger Stille‘. Er trug die Nachricht von der Niederlage vor, aber, was nicht verziehen werden konnte, war, dass er es war „to have brought back the plague“. Dann setzt Norwich phantasievoll fort: „The assembly itself rose up against him; and though outside the palace a mob had gathered and was even now calling for his blood, Vitale Michiel saw that he must flee. Slipping out through a side-door, he hurried along the Riva towards the convent of S. Zaccaria. He never reached it. The way to S. Zaccaria led over the Ponte della Paglia and then, 100 yards or so further along the quay, up a narrow alley known as the calle delle Rasse. Just as he was about to turn the corner, he was set upon by one of the mob who sprang out from the shadows of a neighbouring house and stabbed him to death. It is hard to not feel sorry for Vitale Michiel.“ Dort sollte nie wieder ein Haus entstehen, eine Entscheidung, die bis 1948 nachwirkte, als das Danieli errichtet wurde. Kein Monument erinnere in Venedig an den Dogen.

### Geschichtsschreibung
- Ester Pastorello (Hrsg.): Andrea Dandolo, Chronica per extensum descripta aa. 460-1280 d.C., (=Rerum Italicarum Scriptores XII,1), Nicola Zanichelli, Bologna 1938, S. 246–252, 259. (Digitalisat, S. 246 f.)
- Henry Simonsfeld (Hrsg.): Annales Venetici breves (Monumenta Germaniae Historica, Scriptores, XIV), Hannover 1883, S. 71 f. (Digitalisat, S. 71)
- Luigi Andrea Berto (Hrsg.) Historia ducum Venetorum (Testi storici veneziani: XI–XIII secolo), Padua 1999, S. 16–21, 24–39, 76–80.
- Roberto Cessi (Hrsg.): Origo civitatum Italiae seu Venetiarum (Chronicon Altinate et Chronicon Gradense) (=Fonti per la storia d’Italia, LXXIII), Rom 1933, S. 120.
- Luigi Andrea Berto (Hrsg.) Annales Venetici breves (Testi storici veneziani: XI–XIII secolo), Padua 1999, S. 94–97.
- Roberto Cessi, Fanny Bennato (Hrsg.): Venetiarum historia vulgo Petro Iustiniano Iustiniani filio adiudicata, Venedig 1964, S. 2, 114–125, 282, 333 f.
- Alberto Limentani (Hrsg.): Martin da Canal, Les estoires de Venise: cronaca veneziana in lingua francese dalle origini al 1275, Olschki, Florenz 1972, S. 38–41.
- Marino Sanudo: Le vite dei dogi, hrsg. von Giovanni Monticolo, (= Rerum Italicarum Scriptores XXII,4), 2. Aufl., Città di Castello 1900, S. 256, 261–278.
- Enrico Besta: La cattura dei Veneziani in oriente per ordine dell’imperatore Emmanuele Comneno, in: Antologia veneta I (1900) 35–46, 111–123.

### Urkunden, Briefe, Ratsbeschlüsse, Kanzleiakten
Aus der Amtszeit Vitale Michiels sind zwölf Urkunden überliefert, davon sind sechs im Original erhalten. Von diesen Urkunden stammen allein drei aus dem Jahr 1160, die übrigen aus den Jahren 1161, 1164 und 1170.
- Gottlieb Lukas Friedrich Tafel, Georg Martin Thomas (Hrsg.): Urkunden zur älteren Handels- und Staatsgeschichte der Republik Venedig, Wien 1856, in: Fontes Rerum Austriacarum, Abt. II. Diplomataria et Acta, 3 Bde., Bd. 1: 814–1205, Wien 1856, n. LIX-LX, S. 140 f., 145.
- Andrea Gloria (Hrsg.): Codice diplomatico padovano dal secolo sesto a tutto l'undicesimo, Bd. II, Padua 1879, n. 766, S. 73.
- Tadija Smičiklas (Hrsg.): Codex diplomaticus Regni Croatiae, Dalmatiae et Slavoniae, 18 Bde., Bd. II, Zagreb 1904, n. 92, 99, 101, 107, 113, S. 94 f., 103–105, 107, 114, 119. (Digitalisat, Bd. II)
- Paul Fridolin Kehr (Hrsg.): Regesta pontificum Romanorum, Bd. VII, 2, Berlin 1925, n. 48, 50, 64, S. 23, 122 f.
- Gino Luzzatto (Hrsg.): I prestiti della Repubblica di Venezia, Padua 1929, n. 1, S. 3.
- Raimondo Morozzo della Rocca, Antonino Lombardo (Hrsg.): Documenti del commercio veneziano nei secoli XI–XIII, 2 Bde., Turin 1940, Bd. I, n. 125, 143, 163, 174 f., 178, 226, 240, S. 124 f., 142 f., 160, 171, 173, 178 f., 222, 235, Bd. II, n. 538, S. 80.
- Raimondo Morozzo della Rocca, Antonino Lombardo (Hrsg.): Nuovi documenti del commercio veneziano nei secoli XI–XIII, Turin 1953, n. 15, 17, 20, 35, S. 17, 20, 23, 39.
- Luigi Lanfranchi (Hrsg.): Famiglia Zusto, Venedig 1955, n. 24 f., S. 54–57.
- Luigi Lanfranchi (Hrsg.): S. Giovanni Evangelista di Torcello, Venedig 1948, n. 30, 40, 47, 50, 53, S. 54, 66, 73, 78, 81 f.
- Luigi Lanfranchi (Hrsg.): S. Giorgio Maggiore, Bd. II, Venedig 1968, n. 279, S. 537; Bd. III, Venedig 1968, n. 299 f., 302, 313, 315, 317–319, 330, 342, 379, 462, 546; S. 33–35, 37, 51, 54, 57–59, 75, 94, 137, 242, 355.
- Roberto Cessi (Hrsg.): Acta Consilii Sapientum, in: Ders.(Hrsg.): Deliberazioni del Maggior Consiglio di Venezia, 3 Bde., Bd. I, Bologna 1950, n. IV–XIII, S. 238–250.
- Eva Malipiero Ucropina (Hrsg.): Ss. Secondo ed Erasmo, Venedig 1958, n. 22, S. 40.
- Franco Gaeta (Hrsg.): S. Lorenzo, Venedig 1959, n. 5, S. 18.
- Maurizio Rosada (Hrsg.): S. Maria Formosa, Venedig 1972, n. 9–11, S. 18 f.
- Bianca Lanfranchi Strina (Hrsg.): Ss. Trinità e S. Michele Arcangelo di Brondolo, Bd. 2: Documenti 800–1199, Venedig 1981, n. 155, S. 289 (s. Kloster Brondolo).
- Bianca Lanfranchi Strina (Hrsg.): Codex Publicorum (Codice del Piovego), Bd. I, Venedig 1985, S. 101 f., 227, Bd. II, Venedig 2006, n. 15, 31, 53, 61, S. 403, 460.
- Elisabeth Santschi (Hrsg.): Benedettini in S. Daniele (1046-1198), Venedig 1989, n. 37, XX f., S. 59 f., 153.
- Marco Pozza (Hrsg.): Gli atti originali della Cancelleria veneziana, Bd. I: 1090–1198, Il Cardo, Venedig 1994, n. 11–16, 18, S. 61, 63–67, 69–71, 74 f., 81.